# Coullemelle
Ne doit pas être confondu avec Coulemelle.
Coullemelle est une commune française située dans le département de la Somme, en région Hauts-de-France.

## Géographie

### Localisation
Coullemelle est un village picard de l'Amiénois aux confins de la Somme avec l'Oise.
À vol d'oiseau, la localité est située à 10 km au nord-est de Breteuil, 11 km à l'ouest de Montdidier, 27 km au sud-est d'Amiens, 35 km au nord-est de Beauvais et à 40 km au nord-ouest de Compiègne.
Le territoire de la commune est limitrophe de ceux de cinq communes.
Les communes limitrophes sont  Esclainvillers, Grivesnes, Quiry-le-Sec, Rocquencourt et Villers-Tournelle.

### Géologie et relief
Son sol date du Tertiaire. Sous une couche de limon se trouvent de la craie argileuse et des silex. Le plateau s'incline doucement vers le nord-est passant de 160 mètres d'altitude au lieu-dit le Crocq, à 120 mètres dans les vallées de Coullemelle et de Grivesnes.

### Hydrographie
La commune est située dans le bassin Artois-Picardie. Elle n'est drainée par aucun cours d'eau.

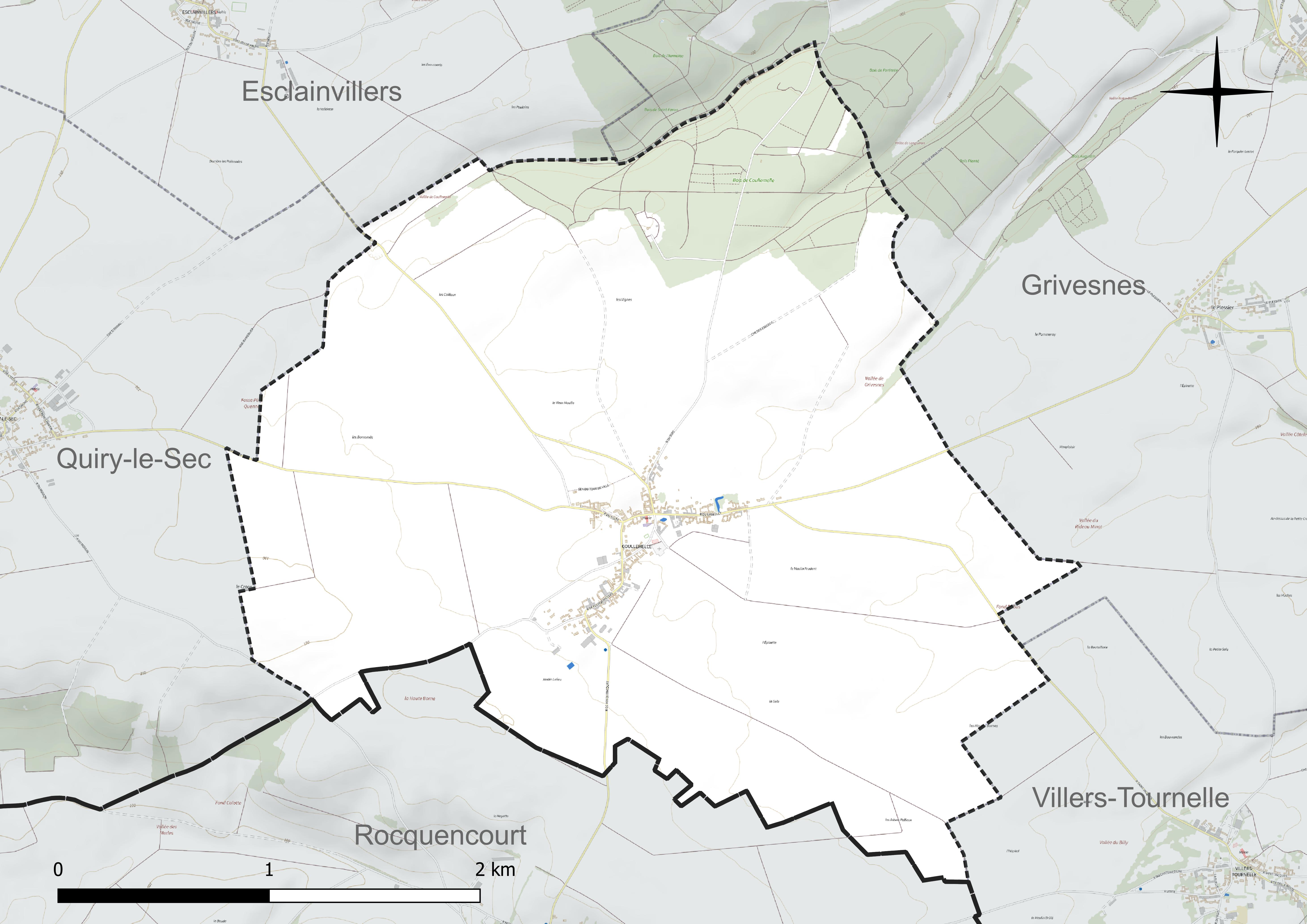
Réseau hydrographique de Coullemelle.

### Climat
Pour des articles plus généraux, voir Climat des Hauts-de-France et Climat de la Somme.
En 2010, le climat de la commune est de type climat océanique dégradé des plaines du Centre et du Nord, selon une étude du CNRS s'appuyant sur une série de données couvrant la période 1971-2000. En 2020, Météo-France publie une typologie des climats de la France métropolitaine dans laquelle la commune est exposée à un climat océanique et est dans la région climatique Nord-est du bassin Parisien, caractérisée par un ensoleillement médiocre, une pluviométrie moyenne régulièrement répartie au cours de l'année et un hiver froid (3 °C).
Pour la période 1971-2000, la température annuelle moyenne est de 10,3 °C, avec une amplitude thermique annuelle de 14,4 °C. Le cumul annuel moyen de précipitations est de 692 mm, avec 11,3 jours de précipitations en janvier et 8,2 jours en juillet. Pour la période 1991-2020, la température moyenne annuelle observée sur la station météorologique la plus proche, située sur la commune de Rouvroy-les-Merles à 5 km à vol d'oiseau, est de 10,7 °C et le cumul annuel moyen de précipitations est de 647,9 mm,. Pour l'avenir, les paramètres climatiques de la commune estimés pour 2050 selon différents scénarios d'émission de gaz à effet de serre sont consultables sur un site dédié publié par Météo-France en novembre 2022.
| Mois                                  | jan.           | fév.           | mars           | avril         | mai           | juin          | jui.           | août           | sep.          | oct.          | nov.             | déc.           | année      |
| ------------------------------------- | -------------- | -------------- | -------------- | ------------- | ------------- | ------------- | -------------- | -------------- | ------------- | ------------- | ---------------- | -------------- | ---------- |
| Température minimale moyenne (°C)     | 1,2            | 1,1            | 2,6            | 3,9           | 7,2           | 10            | 12             | 12             | 9,5           | 7,3           | 4,2              | 1,8            | 6,1        |
| Température moyenne (°C)              | 3,9            | 4,4            | 7              | 9,5           | 12,9          | 16            | 18,2           | 18,2           | 15,1          | 11,5          | 7,2              | 4,4            | 10,7       |
| Température maximale moyenne (°C)     | 6,6            | 7,7            | 11,5           | 15,2          | 18,6          | 21,9          | 24,5           | 24,5           | 20,6          | 15,6          | 10,3             | 7              | 15,3       |
| Record de froid (°C) date du record   | −18,6 07.01.09 | −12,9 07.02.12 | −11,5 13.03.13 | −6,6 07.04.21 | −3,2 03.05.21 | −2 05.06.1991 | 2,3 04.07.1990 | 2,1 08.08.1990 | −1,3 30.09.18 | −6,2 28.10.03 | −10,8 24.11.1998 | −17,2 18.12.10 | −18,6 2009 |
| Record de chaleur (°C) date du record | 15,2 27.01.03  | 20 24.02.1990  | 24,3 31.03.21  | 27,1 19.04.18 | 30,8 27.05.05 | 36,4 18.06.22 | 41,5 25.07.19  | 39,7 06.08.03  | 34,7 08.09.23 | 29,2 01.10.11 | 20,1 01.11.14    | 17 07.12.00    | 41,5 2019  |
| Précipitations (mm)                   | 52,4           | 42,9           | 46,1           | 43,2          | 57,4          | 54,2          | 59,7           | 58,1           | 49,1          | 57,8          | 57,2             | 69,8           | 647,9      |

### Milieux naturels et biodiversité
Le bois de Collemelle fait partie de la zone naturelle d'intérêt écologique, faunistique et floristique (ZNIEFF) des larris de la vallée de Languéron à Grivesnes, bois de Coullemelle et bois Fermé.
Le larris de la sortie Nord du bois de Coullemelle est le site qui offre le plus d'intérêt pour les géologues et les botanistes. Les vallées sèches de Simie, de Langueron, du mont Foucart et de Coullemelle, orientées NE-SO, entaillent le plateau crayeux à silex qui descend dans la ravine sèche en talus occupée par des arbres mais aussi par des pelouses calcicoles.
On y trouve, entre autres, des orchis pourpres, des orchidées moustiques, et épacris rouges, des anémones d'un violet superbe, exceptionnelles en France ainsi que de très rares anémones cruciates. Les larris, inaptes à la culture et qui servaient de pâtis à moutons, sont malheureusement en voie d'embroussaillement.

## Urbanisme

### Typologie
Au 1er janvier 2024, Coullemelle est catégorisée commune rurale à habitat dispersé, selon la nouvelle grille communale de densité à sept niveaux définie par l'Insee en 2022.
Elle est située hors unité urbaine. Par ailleurs la commune fait partie de l'aire d'attraction d'Amiens, dont elle est une commune de la couronne,. Cette aire, qui regroupe 369 communes, est catégorisée dans les aires de 200 000 à moins de 700 000 habitants,.

### Occupation des sols
L'occupation des sols de la commune, telle qu'elle ressort de la base de données européenne d'occupation biophysique des sols Corine Land Cover (CLC), est marquée par l'importance des territoires agricoles (83,8 % en 2018), en diminution par rapport à 1990 (84,8 %). La répartition détaillée en 2018 est la suivante : 
terres arables (83,8 %), forêts (11,3 %), zones urbanisées (4,9 %). L'évolution de l'occupation des sols de la commune et de ses infrastructures peut être observée sur les différentes représentations cartographiques du territoire : la carte de Cassini (XVIIIe siècle), la carte d'état-major (1820-1866) et les cartes ou photos aériennes de l'IGN pour la période actuelle (1950 à aujourd'hui).

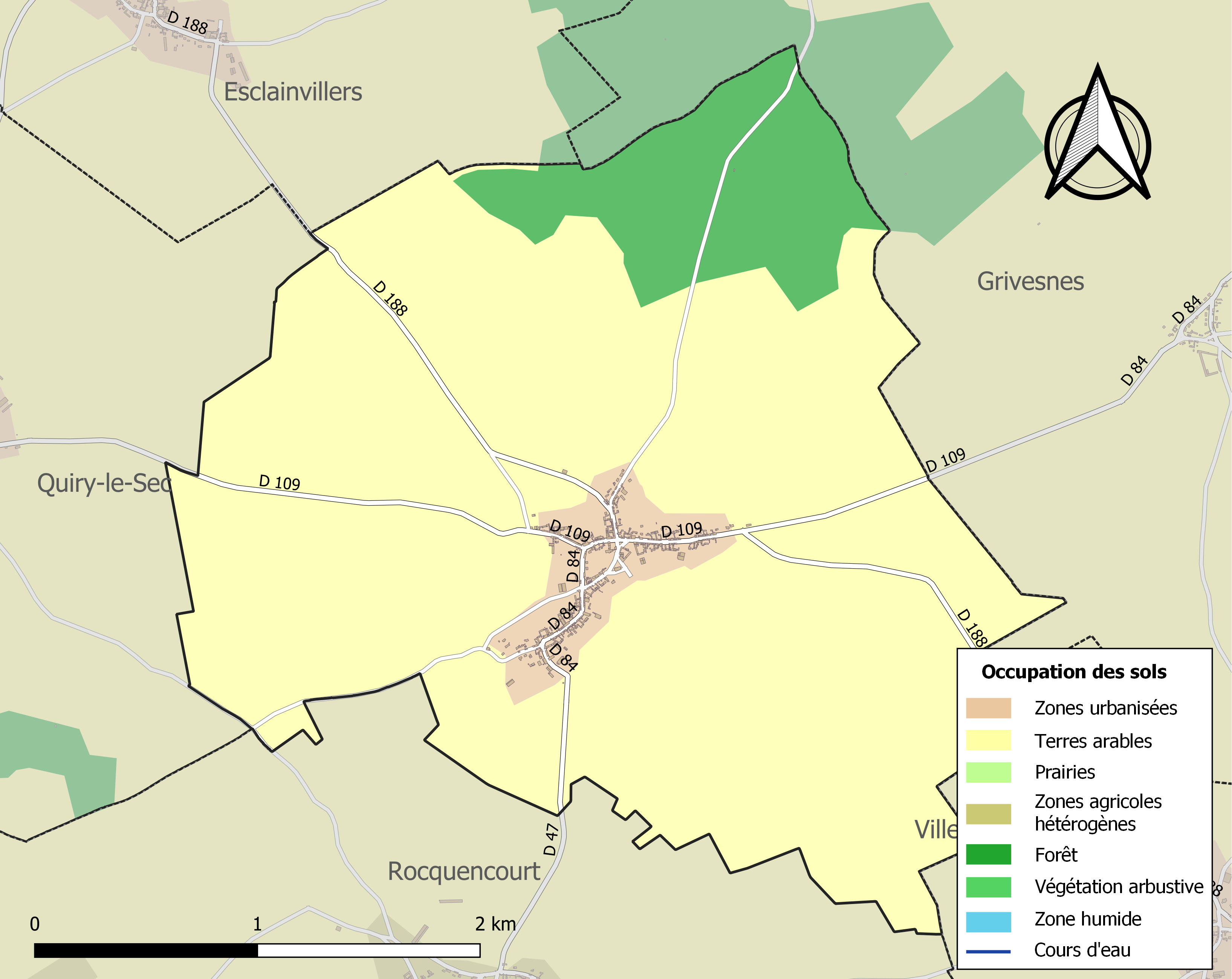
Carte des infrastructures et de l'occupation des sols de la commune en 2018 (CLC).

## Toponymie
Le nom de la localité est attesté sous les formes Culmellæ (xe siècle.) ; Colomellæ (1174.) ; Columelli (1174.) ; Columelles (1200.) ; Coloumeles (1253.) ; Coulommeles (1301.) ; Coulonmeles (1310.) ; Coloumelles (1347.) ; Coulourmelles (1347.) ; Coullemelles (1567.) ; Collonmelle (1648.) ; Coulemelle (1657.) ; Coullemelle (1690.) ; Coulme (1710.) ; Coulmelle (1757.) ; Coullemel (1760.) ; Couslemelle (1761.) ; Coulemele (1778.).
Albert Dauzat associe ce toponyme aux Commelle, La Comelle, Courmelles, y décelant le français colonne suffixé de -ellum (diminutif).
Le nom de Coullemelle est une déclinaison du latin Columellae (petites colonnes) qui pourrait désigner des bornes frontières délimitant le territoire comme le suggèrent les lieux-dits encore présents : les Bornes et les Hautes Bornes situés, respectivement, à la limite des communes voisines de Rocquencourt et de Villers-Tournelle.

## Histoire

### Préhistoire et protohistoire
La protohistoire du néolithique a laissé quelques traces dans le site de l'Épinette. De même, un petit enclos quadrangulaire repéré près du Bois Planté, entre Coullemelle et Grivesnes, paraît préhistorique.

### Époque gallo-romaine
Les villas, dont les substructions ont été repérées grâce aux photographies aériennes,, prises par l'archéologue picard Roger Agache, démontrent que la région était bien habitée au temps des Gallo-romains. Elles étaient implantées entre le chemin des Essertis et la vallée de Grivesnes (dimensions moyennes, cour rectangulaire), à l'Epinette (plus étendue, à cour trapézoïdale et dont le bâtiment central est bien lisible), à la sortie sud-est du village, entre Pommeroy et le Moulin Prudent,. De petites substructions éparpillées sur une grande surface à l'angle sud-est du Bois pourraient être des traces des restes d'un vicus (domaine rural). Les substructions ont été en partie fouillées. La grande majorité du mobilier inventorié date des premiers siècles après Jésus-Christ.

### Époques mérovingienne et carolingienne
Les textes les plus anciens retrouvés datent des années 985-989. Il y est rappelé que tous les ans à la Saint-Mathieu les maires des villages dépendant de l'abbaye de Corbie, au nombre de vingt-quatre, devaient livrer deux ou quatre setiers de miel chacun et, pour vingt-deux d'entre eux, vingt-cinq à soixante muids de mures. Culmellae ou Cumellae était concerné par chacune des deux dettes annuelles. En outre, le prévôt de l'abbaye Saint-Pierre de Corbie était chargé d'organiser aux frais du manse de Culmellae un past ou repas festif annuel commémorant, tous les 9 septembre, l'abbé Isaac, sans qu'il soit avéré qu'il y ait eu un lien particulier entre le bénéficiaire et le donateur du repas. Dix-neuf manses, dont sept étaient situés dans l'arrondissement actuel de Montdidier, devaient fêter d'autres abbés. Isaac ayant régné en 840-843, son past d'anniversaire pouvait avoir eu lieu dès le milieu de neuvième siècle. La reine Bathilde et son fils Clotaire III avaient fondé l'abbaye de Corbie en 657. Les terres de Coullemelle, sans faire partie de la dot première, avaient été données à Corbie à l'époque mérovingienne ou au début des Carolingiens.

### L'essor démographique et économique desXIIeetXIIIesiècles

#### La création de la paroisse de Coullemelle
En juillet 1209, Richard de Gerberoy, évêque d'Amiens érige la cure de Coullemelle (Colonmeles) par démembrement de celle de Rocquencourt, à la demande de Raoul de Clermont, de Foulque, curé de Rocquencourt, d'Osmond vavasseur de Coullemelle et des habitants du village devenus plus nombreux.
À cette cure étaient unies la mense du seigneur Raoul située dans le Bois et celles de Fourquivillers (ou Focolviller, quartier Sud-Ouest de Coullemelle) et de Bus Oserain.
L'église Saint-Nicolas existait avant l'érection de la cure. Le prieur bénédictin d'Elincourt (Oise) en était le présentateur. Le « Focolviller » de ce texte est le même que le « Forsenviller » d'une charte de 1146 où Thierry, évêque d'Amiens, énonce les droits et privilèges du prieuré bénédictin de Notre-Dame de Montdidier et donne la liste de ses possessions dont fait partie une portion du bois et de la terre de Fourquivillers,. Dans une bulle de 1173, le pape Alexandre III confirmera les droits et possessions du prieuré.

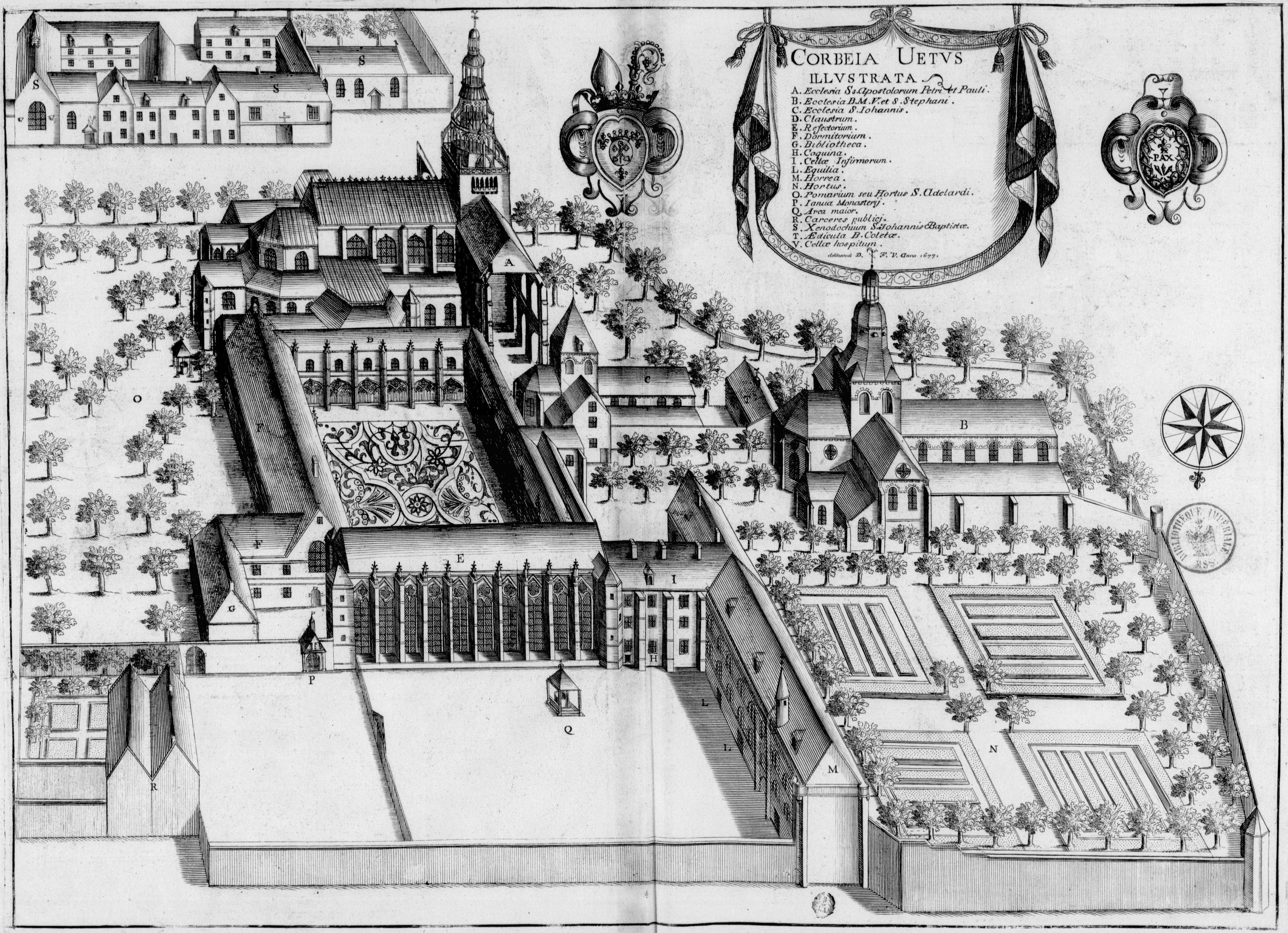
L'abbaye de Corbie en 1677.

#### Un fief de l'abbaye de Corbie
Le maire Osmond avait déjà eu affaire avec l'abbaye de Corbie en 1174 et avait dû reconnaitre que sa maison de Coullemelle (Colomellis) relevait du fief et se trouvait chargée envers l'abbaye de six chapons et de deux setiers de vin,. Il devait aussi les « capons et les glènes » de l'hôpital, maladrerie située entre Coullemelle, Villers-Tournelle et Rocquencourt. Par contrepartie, l'abbé de Corbie accordait à Osmond la terre de Fros sous la réserve express de payer le terrage et la dîme à l'abbaye.

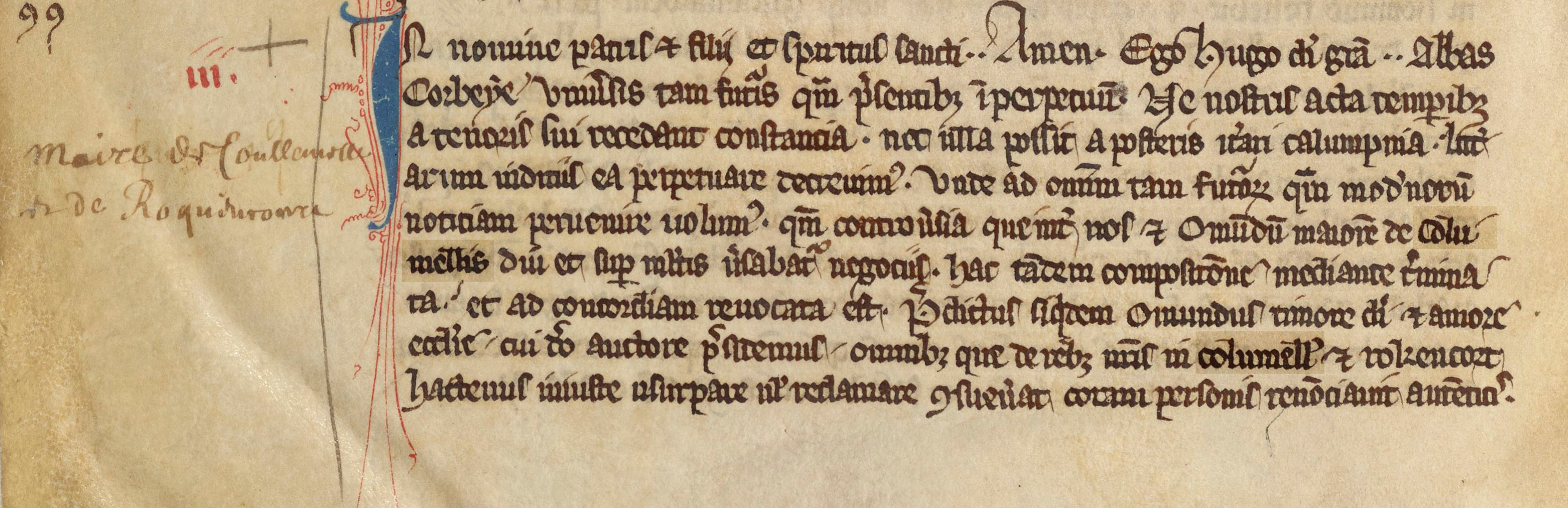
Charte de l'abbé Hugues de Corbie établissant un accord avec Osmond de Sairs, maire de Coullemelle (1174). Au nom du Père, du fils et du St Esprit .. Amen. Moi, Hugo, par la grâce .. abbé de Corbeye, pour toujours et à tous présents et à venir, pour que nos actes ne s'écartent jamais de nos constants accords et pour que personne ne puisse plus tard reprendre cette querelle, nous avons décidé d'inscrire sous la forme d'une lettre que nous voulons faire parvenir à tous tant présents que futurs qu'enfin un terme a été mis, par un arrangement entre nous et Osmond de maire de COLUMELLES, à la controverse que nous avions depuis longtemps. Osmond, par la crainte de Dieu et par amour pour l'église que nous présidons pour Dieu, a renoncé devant témoins à réclamer ou à usurper quoi que ce soit à COLUMELL' et à Rokencort [...]

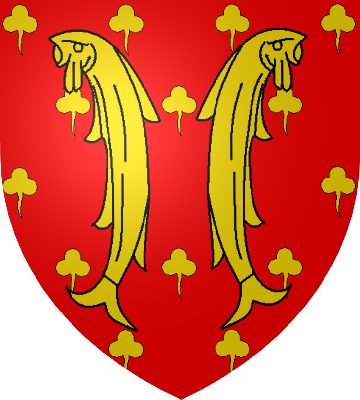
Armoiries des comtes de Clermont-Beauvaisis.

#### La famille de Clermont
Raoul I de Clermont-Nesle, seigneur d'Ailly (c.1185-1226), était le fils de Simon I de Clermont (1134-1187) qui en 1186 avait reçu en fief des religieux de Corbie la moitié du Bois de Coullemelle à condition qu'il le fasse défricher,. Il avait été convenu que l'essartage devait être confié à des hommes dépendant du seigneur comte de Breteuil et particulièrement à Osmond de Sains. Là aussi l'abbaye s'était réservé la dîme et la seigneurie.
Les libres « sartiers » de Coullemelle sont appelés hommes de potée (ceux qui peuvent) ; ce ne sont évidemment pas des serfs. En 1211, Raoul devait huit muids de froment au prévôt d'Amiens Pierre de Bethisy, à cause de sa terre de Coullemelle. Le prévôt donne alors cette rente à l'abbaye Saint-Jean-des-Prémontrés d'Amiens « du consentement de sa femme et de ses enfants ». Plusieurs titres du tournant du siècle ont été conservés qui qualifient Pierre de Bethisy de seigneur de la Vicogne et de Coullemelle (Colomelles) en partie.
Le fief de Coullemelle ou d'Ailly, d'une superficie de vingt-cinq journaux, était terre de la châtellenie d'Ailly-sur-Noye. En 1260, on retrouve un autre Clermont, Simon II de Clermont (en) seigneur d'Ailly (1208-1285), qui déclare avoir reçu cent livres sur les deux-cent-cinquante livres parisis qui lui étaient dues pour les « masures » de Coullemelle. Il s'agit du fils de Raoul I et petit fils de Simon I. La même année, Simon déclare qu'il a mis fin au différend qui avait existé entre son neveu Jean de Clermont, seigneur de Tartigny et l'abbaye de Corbie au sujet de droits sur la terre de Coullemelle. Il le fait après la mort de Jean pour les enfants mineurs du défunt. Par ailleurs, la terre de « Collemelles » que possédait Valeran de Breteuil (mort en 1162) fut donnée de l'assentiment de l'évêque Thierry à l'abbaye de Visigneux qu'il avait fondée en 1148.

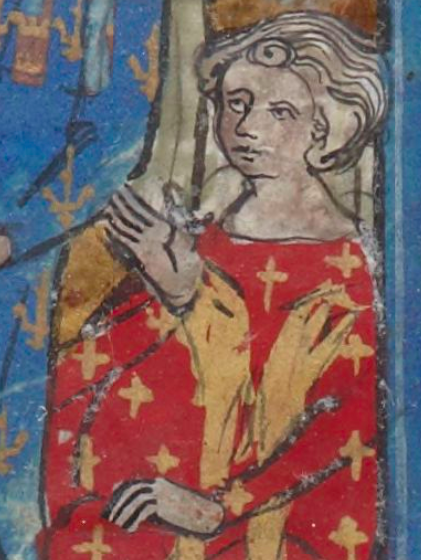
Raoul II de Clermont-Nesle, connétable de France.

Deux filles de Valeran, Alix et Mathilde ont épousé les deux frères Raoul II comte de Clermont, connétable de France, et Simon de Clermont, seigneur d'Ailly. En 1164, à la demande de l'abbé de Breteuil, l'évêque Thierry confirme toutes les dotations faite à l'abbaye et au diocèse d'Amiens dont tout ce que le seigneur de Breteuil possédait à « Foscoisvillare » en charrues, hôtes, bois, terres et coutumes.
Dans une bulle de 1259, le pape Alexandre IV confirmera les possessions de l'abbaye dans une longue liste comprenant « Fouqueviller ». À cette époque, Coullemelle faisait partie du bailliage du Vermandois comme le confirme la sentence relative à un différend entre le doyen de Coullemelle et l'abbaye de Corbie qui fut rendue à Montdidier en 1219 par Gilles de Versailles et Sigisbert de Laon qui sont qualifiés de baillis du roi. Renaut de Bethisy, troisième bailli de Vermandois, était le frère ainé de Pierre, le prévôt d'Amiens qui, en ces années, possédait une terre à Coullemelle. Les différends suivis de compromis semblent avoir été habituels. Une sentence arbitrale du vingt-neuf septembre 1310 en donne un exemple bien détaillé. Elle est rédigée en picard. Raoul de Clermont, sire de Tartigny, y expose ses débats et contestations avec l'abbé et les religieux de Corbie concernant la justice et les autres droits sur la ville et le territoire de Coullemelle. L'accord est discuté par des hommes choisis par les deux partis, les seigneurs de Moreuil et de Raineval. Si les nouvelles masures de Raoul ne sont pas convenablement construites et entretenues elles ne pourront pas être données à bail ni par lui ni par ses héritiers. Il ne pourra exercer justice, servitudes et seigneurie sur la maison de l'église ni sur le territoire de Coullemelle excepté sur ce qui lui est dû en raison de sa mairie. Il est rappelé que la dîme du Bois appartient à l'église. C'est-à-dire à l'abbaye de Corbie. De telles procédures étaient aussi engagées par des particuliers comme le fit en 1329 Arnoul Dupuis dit de Coullemelle (Colonmeles) contre Raoul dit de la Folie, prévôt de Montdidier.

#### Les terres de Coullemelle
Les biens appartenant à l'abbaye Saint-Pierre de Corbie en 1331 sont énumérés dans un terrier qui déclare les terres, dîmes et champarts de Coullemelle. La superficie des terres labourables est donnée en journaux de cent vergues et en vergues de vingt-cinq pieds, à la mesure de Montdidier. La distinction est faite entre les terres de l'église de Corbie à « campart en la grange de Saint-Pierre à Couloumelles » et les terres à dîme tenues des seigneurs Raoul de Clermont, Jean de la Tournelle prévôt de Saint-Just et maître Fuscien Harier. La terre du domaine est semée cette année-là en blé à la « couture derrière le mont » pour vingt-deux journaux (près de dix hectares) et à la sente d'Esclainvillers pour vingt-et-un journaux, en mars (avoine d'hiver) pour cinquante journaux « aux noyers » et en gasquières (jachères) à « la Fosse au Brulle » pour vingt journaux et « derrière le Bus » pour sept journaux soit au total cent-vingt journaux. Les tenures portent en majorité sur des pièces de moins de quinze journaux, parfois de moins d'un journal, pour un total de huit-cent-quarante-cinq journaux. La maison de Bus Oserain, domaine de droit et de corvées, tient plus de cinquante journaux et Jean de Tiery, près de soixante-dix. La somme de la dîme et du champart se monte alors à 18 % des récoltes.

### XIVeetXVesiècles, la guerre de Cent Ans et laJacquerie
la guerre de Cent Ans en Picardie
La guerre oppose les Plantagenêts aux Valois pour la succession au trône de France à la suite de la mort sans héritiers de Charles IV. La récupération par Philippe VI de Valois du Ponthieu pris à son vassal anglais provoque le saccage de l'Est de la Picardie. Après la défaite française de 1346 à Crécy, le Ponthieu retourne à l'Angleterre. Le Beauvaisis et le Santerre restent contrôlés par les Français, sauf pendant les années 1429-1431 où les Bourguignons ont le contrôle du nord et les Anglais du sud de la Picardie. Les Anglais faiblissent et la guerre entre Bourguignons de Philippe le Bon et Français de Charles VII se termine en 1435. Cependant la région reste perturbée jusqu'à la fin du Moyen Âge.
Tout au long de la guerre, la population locale a beaucoup diminué. En 1469, Rocquencourt n'a plus que vingt deux feux, Quiry en a vingt et Esclainvillers dix. Les cinquante feux de Coullemelle en font une des paroisses les plus peuplées de la prévôté de Montdidier.
Le temps des jacqueries
Pour Coullemelle et les villages voisins, l'événement le plus important est la Grande Jacquerie paysanne de 1358 qui suit de peu la défaite de Poitiers et la capture de Jean le Bon par les Anglais. Parmi les victimes de la jacquerie figurent les frères Raoul et Jean de Clermont-Nesle, seigneurs de Coullemelle, arrière petits fils de Simon de Clermont. Le 28 mai un convoi venant de la région de Montdidier veut traverser le pont de Saint Leu d'Esserent pour livrer du blé aux Parisiens. Les Clermont, qui sont sur leur terre s'y opposent. Raoul est tué et son frère parvient à s'enfuir. C'est le début d'une insurrection contre les nobles qui s'étend dans le Beauvaisis, surtout dans la région de Montdidier. Les Jacques pillent et brulent les maisons de Raoul et de sa mère à Fontaine ainsi qu'un manoir à Courtemanche appartenant à Jean. Celui-ci demande réparation. Insulté par les Henniquet père et fils, il leur fait couper les jarrets si bien qu'ils en meurent. Jean recevra des lettres de rémission du régent Charles en 1363. De nombreux châteaux ont été détruits par les Jacques, dont ceux du Cardonnois, du Mesnil-St-Firmin, de la Hérelle, de Breteuil, Folleville, la Faloise, Lawarde-Mauger, Fransures, Louvrechy, Mailly-Raineval, Pierrepont et Moreuil, tous distants de moins de quinze kilomètres de Coullemelle. La révolte est rapidement réprimée. Le 10 juin tout est fini.
Aux Jacques succèdent, après un court répit, les grandes bandes d'aventuriers qui pillent et massacrent entre deux batailles. Le château de Breteuil, détruit par les Anglais en 1427, est ensuite occupé par le capitaine de Blanchefort, compagnon de la Hire et de Jeanne d'Arc, pour Charles VII. Ses soldats dévastent les villages voisins dont probablement Coullemelle. Le château de Folleville passe lui aussi d'une main à l'autre. Au cours de ces temps perturbés, les terres perdent toute valeur. Charles VII sort vainqueur de la guerre qui se termine en 1453.
Impôts et droits seigneuriaux
À Coullemelle, la ferme de Busozerain et ses trois cent quatre vingt six journaux de terre passe des mains de l'abbaye de Visigneux aux Célestins d'Offémont en 1395 puis aux Célestins d'Amiens en 1435. Le 12 mars 1485, Jean de Fenin prend à cens des Célestins le manoir amassé de Buzozerain avec toutes ses terres labourables moyennant des redevances en argent et en cire pour Corbie et pour Amiens.
Le fief de la Bouteillerie pourvu de deux cents journaux appartient en 1488 à François de Bourbon en tant qu'époux de Marie de Luxembourg avant de passer à Jean de Fransures en 1494. François est un descendant de Robert de France, sixième fils de Saint Louis. François et Marie auront pour arrière-petits-enfants à la fois Henri IV et Marie Stuart. Marie est cousine de Jean de Luxembourg-Saint Pol (1400-1466), seigneur d'Haubourdin et d'Ailly sur Noye dont l'église contient le monumental tombeau où il repose avec sa femme Jacqueline de la Trémoille. Jean a surtout combattu pour les Bourguignons.
Pierre Hurel, maître de l'université de Paris
Pierre Hurel de Colomelles, diocèse d'Amiens, apparaît dans le registre des Maîtres de l'Université de Paris de 1349. L'université était alors divisée en quatre Nations dont la Picarde (fidelissima Picardorum natio) qui réunissait des étudiants de même langue venant de dix diocèses, de Laon et Beauvais à Utrecht et Liège. Les trois autres nations étaient de langue française, anglaise et normande.

### XVIesiècle, de Charles IX à Henri IV
Impôts et droits seigneuriaux
Les Fenin, dits Moreau, continuent à tenir la maison et cense Saint Pierre de Coullemelle reçues des mains de Corbie. Ils seront remplacés par les Buffet eux aussi laboureurs habitant Coullemelle. Puis par Guillaume Pollart, sergent royal à Amiens. Un acte de deux cent soixante treize articles, daté de 1503, notifie avec précision les conditions imposées au preneur.
Le 25 mars 1563, Charles IX ordonne l'aliénation de la quatrième partie des biens du clergé pour subvenir aux besoins du royaume. En conséquence l'abbaye de Corbie est obligée de vendre des biens. La ferme de Fourquivillers avec ses deux cent quatre journaux est adjugée en septembre par l'abbaye de Breteuil à Geoffroy de Lanvin, abbé de Tenailles, seigneur de Coullemelle, moyennant trois mille six cent vingt six livres à charge de tenir la seigneurie en fief du roi à cause de sa maison de Montdidier. Fourquivillers est ensuite possédé par les chevaliers Jean de Lanvin, frère de Geoffroy et Olivier de Plessis, seigneur de Cuisabot et Blérancourt. En 1583, le cardinal de Sainte Croix, abbé de Breteuil, donne la ferme de Fourquivillers à Antoine d'Estourmel, seigneur de Plainville et de Coullemelle. Quatre ans plus tard, Estourmel, ayant contesté la somme demandée par Breteuil qu'il juge trop élevée au vu des ravages des gens de guerre et des censes laissées en friche, obtient un accord. Les religieux renoncent à leurs prétentions et d'Estourmel leur verse cent écus d'or.
Les guerres de Religion
Les représentants des trois ordres sont convoqués à Péronne en 1567 pour rédiger les « coutumes du gouvernement ». messire Geoffroy de Lanvin représente l'état de noblesse pour ses terres de Coullemelle et de Fourquivillers. La Ligue Catholique première s'y forme en 1568 avec à sa tête Jacques d'Humières, gouverneur de Picardie, qui refuse de laisser la ville aux protestants comme le demande le roi. Les terres protestantes sont saisies, en particulier celles de Folleville, de Paillart et d'autres terroirs appartenant à Louis de Lannoy.
Le 3 août 1588, le curé Jehan Frère participe à l'élection du représentant du clergé du bailliage de Montdidier aux États généraux de Blois. Ces états généraux siègent sur un fond de luttes entre factions de la guerre de religion (1562-1593), la Ligue Catholique accusant l'autorité royale de complaisance envers les protestants. Les quarante dernières années du siècle sont marquées par ces luttes. En Picardie, le protestantisme est principalement une affaire de nobles. Il bénéficie de l'appui des gouverneurs Coligny et Louis de Condé. Ce dernier est un neveu de François de Bourbon-Vendôme et de Marie de Luxembourg qui avaient tenu le fief de la Bouteillerie situé entre Coullemelle et Villers. Il est seigneur de Breteuil de 1556 à 1569. Le romancier Michel Peyramaure, pour louer l'habileté guerrière d'Henri IV, raconte qu'en 1592 il livre par surprise un combat entre Montdidier et Coullemelle contre les Espagnols : « Le roi avait vu juste. L'armée espagnole se trouvait dans un pays de collines. Farnèse avait fait déployer ses oriflammes autour du village de Coullemelle ». Cela se passe en janvier alors que le roi harcèle les espagnols jusqu'à Folleville, venant de Rouen.
Culture de la guède

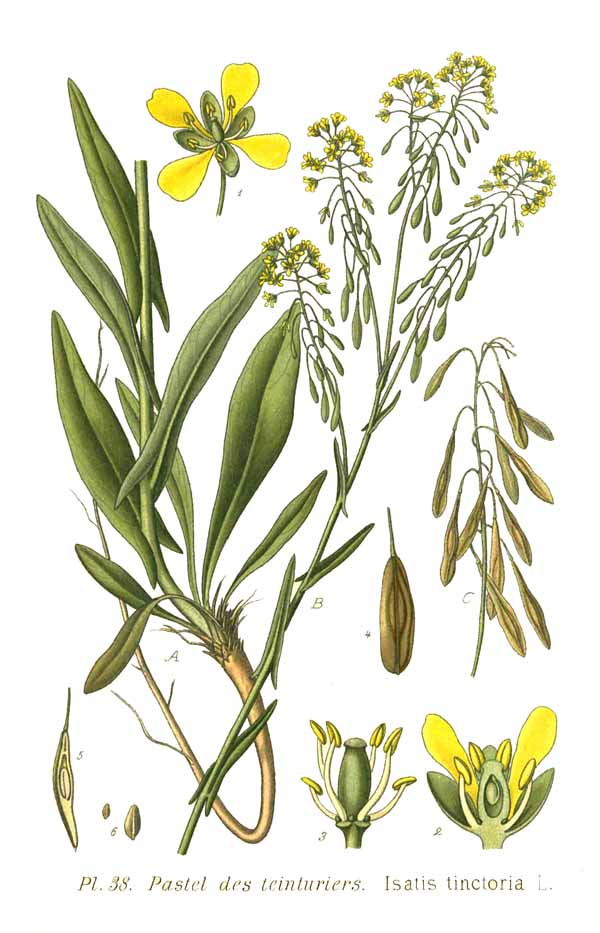
Isatis tinctoria L.

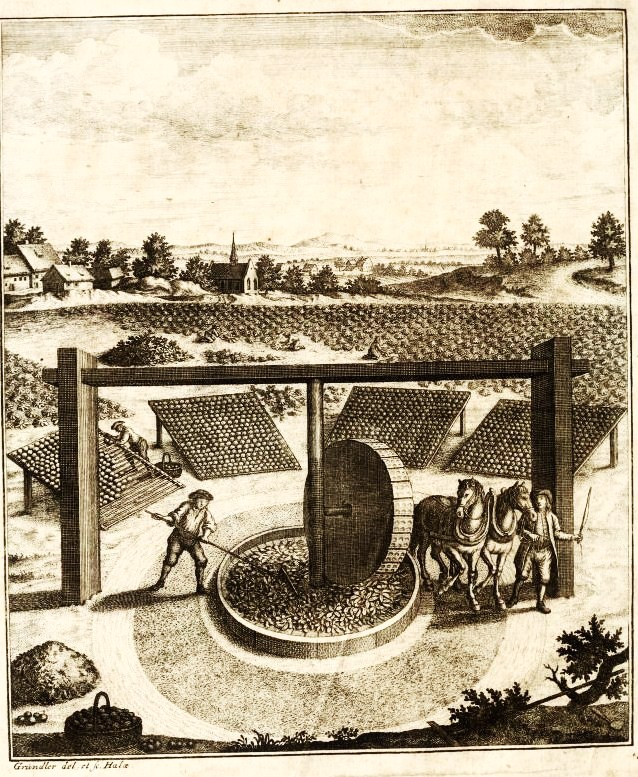
Moulin à guède (Thuringe, 1772).

Coullemelle cultive des céréales et de la guède et bénéficie de plusieurs moulins à grain et d'un moulin à waide (guède picarde) sur son territoire. La culture des céréales est assez prospère car les débouchés vers la Flandre sont grand ouverts à partir des entrepôts de Corbie qui diffusent à l'exportation. Par contre, le marché de la waide, qui avait été de grand profit, périclite pendant la guerre. Il en reste comme traces un lieu-dit « ch'moulin » et le nom d'une famille habitant encore au village « les Wadiers ». Il en est de même pour une autre toponymie : une ferme implantée entre Coullemelle, Villers-Tournelle et Rocquencourt avait appartenu à la fin du XVIe siècle aux hospitaliers de Saint Jean. Les habitants de Rocquencourt parlent encore de la pâture de « l'Hôpital ».

### Legrand Sièclede l'Ancien Régime
Crise économique
La guerre de Trente Ans amène de gros dégâts dans de nombreux villages de la région. En 1636, les Espagnols pillent et brûlent châteaux et maisons. A Fontaine, ils sont accompagnés par des mercenaires polonais que rappelle le lieu-dit « les Pollacs ». Entre Le Cardonnois et Mesnil-Saint-Georges, le « Coupe Gorge » rappelle une victoire de locaux renforcés de quelques soldats de Montdidier contre plus de mille soldats espagnols. La Ferme de Fourquivillers est détruite entre 1636 et 1640 par eux ou par une bande de soudards qui ravagent alors le pays. La Fronde est marquée par la crise économique, la famine et la peste bubonique venue du nord qui en 1668 décime Amiens, La Faloise, Bonneuil, Moreuil. Cependant, en 1698 la population de Coullemelle atteint le nombre de cinq cents après plusieurs décades de large excédent des naissances sur les décès.
Église et noblesse
Parmi les curés Revel, Carneau, Gallet (1668-1699), Dangest, Godefroy (1700-1706) et Carron (1706-1754), le plus illustre est don Carneau, le poète parisien. Les deux derniers en date au moins sont enterrés dans l'église. En 1617, Vincent de Paul prêche à Folleville le sermon qui fonde les prêtres de la Mission. Il est alors précepteur des enfants de la famille de Gondi.
Le fief de la Chapelle Saint Quentin, indépendant du seigneur de Fourquivillers, est tenu des jésuites du Collège d'Amiens. Ils exploitent une quarantaine d'hectares en plusieurs pièces situées entre la Croix Masson et le Croq. Les baux sont partagés entre plusieurs laboureurs de Coullemelle parmi lesquels les Ponthieu et Revel dont des descendants habitaient encore le village au siècle dernier. La famille de Monchy donne plusieurs seigneurs à Fourquivillers dès le début du siècle. A Charles, marquis d'Hocquincourt, maréchal de France, succède son fils Georges puis son petit fils Charles. La seigneurie et les terres tombent dans les mains d'Antoine de Pas, marquis de Feuquières par son mariage avec Marie Madeleine de Monchy en 1694. La famille d'Estourmel, liée à celle des Bourbons, nous fournit aussi plusieurs seigneurs, d'abord Antoine puis Charles, gouverneur de Corbie, et sa femme Anne Gobelin de la famille des illustres tapissiers et Anne de Wault, dame de Monceau, sœur de Charles. La nièce d'Anne Gobelin n'est autre que Marie Madeleine d'Aubray, la célèbre empoisonneuse connue sous le nom de la Brinvilliers.

### XVIIIesiècle
Périodes de surmortalité
Les registres paroissiaux sont source de données démographiques précises. En 1747, cinquante et un décès sont déclarés alors qu'il n'y en a que onze par an en moyenne. Il s'agit d'une surmortalité essentiellement enfantine : quarante cinq enfants de moins de quinze ans dont seize de moins de deux ans. Il est peut-être aussi étonnant de constater qu'un pic de dix décès apparait au mois d'août avec quatre femmes âgées de vingt sept à soixante seize ans et six enfants de moins de quinze ans. Parmi eux, les enfants en nourrice venant de Paris sont nombreux à mourir très jeunes. Les villages environnant ne présentent pas cette anomalie. S'agirait-il d'une intoxication alimentaire ? Par contre la surmortalité de 1783 (vingt huit décès pour une moyenne de quinze) s'explique sans ambiguïté par l'exceptionnelle éruption de la chaine de volcans islandais Laki qui, pendant huit mois, ont émis d'épais nuages de gaz toxiques qui ont eu pour effet de doubler le nombre de morts en Angleterre et en Europe du Nord. Un témoin local insiste sur la persistance en juin-juillet d'un brouillard si épais « qu'on fut six semaines sans voir le soleil ».
Métiers des Coullemellois
La plupart des habitants sont laboureurs ou tisserands mais les artisans sont aussi très présents. En 1763, on compte vingt trois travailleurs de la terre, quatorze travailleurs de la laine, douze artisans charpentiers, couvreurs en chaume, cordonniers, maréchaux, charron, tonnelier et quelques hommes de métiers plus rares, un arpenteur juré au bailliage, un procureur fiscal, un clerc lai, un chirurgien et deux lieutenants. Simon Toulet est fermier des terres de Coullemelle pour l'abbaye de Corbie. L'année précédente, la paroisse reçoit de l'armée le certificat du décès de Bon Théry. Fils du laboureur François Théry et soldat du régiment Royal Roussillon depuis 1743, il est mort en 1760 des suites des blessures reçues au siège de Québec.
Église et noblesse
À Antoine Carron, curé de 1706 à 1754, succèdent Louis Bourgeois pendant dix ans, François Pommart pendant deux ans et Jean Doublet pendant dix huit ans. André Clain est nommé curé l'année précédant la Révolution. L'abbé Doublet inscrit en tête du cahier paroissial de 1773 que « Coullemelle a pour patron saint Nicolas et pour seigneurs fieffés messires de Fricamps et les religieux de Corbie ». Pierre Violette est clerc tonsuré en 1785 et diacre en 1788. Coullemelle possède alors un maximum de cinq cent quatre vingt sept habitants, aux laboureurs, ménagers et artisans s'ajoutant de prospères tisserands et des vignerons.
Sur une plaque récupérée des ruines de l'ancienne église et exposée dans le baptistère sont inscrites deux fondations. L'une est faite par le laboureur Toussaint Revel, l'autre par « Grégoire Raisin, courier du cabinet du Roy ».
Dans les années 1720, Louis Pingré est seigneur de Coullemelle. Il est suivi de Pantaléon Pingré seigneur de Fricamps puis de sa veuve Marie Catherine qui en 1783 donne la seigneurie de Fourquivillers et de Coullemelle à son cousin Paul François Le Boucher du Mesnil, ultime seigneur du village.

### Révolution française
Cahiers de doléances
Les cahiers de doléances des paroisses de la région demandent en premier lieu l'unicité de la justice et des poids et mesures agraires et la suppression de la gabelle. Viennent ensuite l'aménagement des corvées et le regroupement des dîmes du diocèse pour que les curés ruraux disposent de plus d'argent pour aider les pauvres, puis sur le commerce des étoffes. Aux grosses dîmes qui à Coullemelle ne sont que de 6 % s'ajoutent les menues dîmes sur divers produits, colza, oliette, balosses, nobertes, chanvre, bisailles, vesces, pommelles, navettes.
Commission des poids et mesures
En 1791 est créée une commission des poids et mesures de l'Académie des sciences dont fait partie le cristallographe René Just Hauÿ né à Saint-Just-en-Chaussée. Les picards César-François Cassini, Jean-Baptiste Joseph Delambre et Pierre Méchain sont chargés de mesurer le méridien. L'abbé Alexandre Guy Pingré qui participe à la création du calendrier républicain est de la famille picarde qui avait donné les derniers seigneurs de Coullemelle.
Troubles révolutionnaires
Des rumeurs inquiétantes circulent, les malversations se multiplient, la disette provoque des troubles. Le 9 juillet 1790, Louis Diot quitte Coullemelle pour faire la moisson à Fontenay-en-France. A Clermont, il raconte que, d'après les dires d'un maître d'école, M. de Lescalopier complote une attaque à main armée contre la Nation et qu'il entrepose « canons et fusils » en son château du Plessier-sur-Saint-Just, à 20 km de Coullemelle. Les perquisitions montrent qu'il n'en est rien.
En 1793, le président du district fait condamner l'administrateur Gracchus Babeuf à vingt ans de fer pour usage de faux dans la vente d'un bien du clergé. Babeuf se cache à Paris,. Il sera plus tard déclaré « premier communiste » et considéré comme l'un des inspirateurs de Karl Marx.
La vente des biens de l'abbaye de Corbie sis à Coullemelle fait l'objet de contestation pour entrave à l'accès aux enchères et pour violences.
En avril 1795, un Amiénois achète trois sacs de farine à Esclainvillers. Il est dépouillé à son passage à Guyencourt-sur-Noye. Les officiers municipaux récupèrent les sacs et un procès est intenté.
À la suite de la loi du 13 prairial an II sur les prix et salaires promulguée quelques jours avant la loi de renforcement de la Terreur (10 juin 1794), le district de Montdidier oblige certaines municipalités dont Coullemelle à une « culture forcée ».
Les anciens membres du clergé et de la noblesse.
Sur la liste des « ci-devant privilégiés » de Coullemelle, datée de février 1790, figurent dix-neuf propriétaires dont cinq institutions religieuses et trois prêtres.
Le curé détient seize journaux, les bénédictins de Corbie et le Collège d'Amiens cinquante-quatre, les bénédictins de Montdidier reçoivent censives et droits seigneuriaux pour cent cinquante-neuf.
Le plus gros propriétaire laïc, M. du Mesnil, en possède 240. En 1791, l'abbaye de Corbie afferme ses 122 journaux au futur baron Fourment. Jean Baptiste Lenfant, fermier des bénédictins du prieuré de Montdidier, avait sous-fermé à plusieurs laboureurs de la paroisse.
François Violette est élu administrateur du district de Montdidier. Le manœuvrier et ancien clerc laïc Pierre Delaruelle devient officier d'état civil et maire au cours de la première année révolutionnaire.
Augustin-Joseph de Mailly, dont les terres de Raineval et de nombreux villages voisins de Coullemelle avaient été érigé en comté de Mailly en 1744, est guillotiné à 89 ans.
Clergé
Pour rester auprès de ses ouailles sans être guillotiné comme l'ont été au moins deux prêtres de la région de Montdidier, le curé Clain prête serment à la constitution civile du clergé. De nombreux curés du voisinage qui s'y refusent sont obligés de s'expatrier, la plupart à Düsseldorf.
Parmi les guillotinés, de la région, le plus proche[C'est-à-dire ?] est Marie Dorival, ermite né à Grivesnes en 1761. Le motif de sa condamnation en tant que « complice de conspiration » est le plus fréquent avec celui de « convaincu de s'être déclaré ennemi du peuple ». Avec la suppression des congrégations, la situation des écoles est si piteuse que le Directoire (1795-1799) affirme que « les Français tomberait dans l'ignorance et la barbarie si rien n'est fait ».

### Premier Empire
Participation aux guerres napoléoniennes
Des coullemellois s'engagent dans les armées et participent aux campagnes européennes. Tous ne reviennent pas au village.
Alors que Charles Cocu retrouve son pays avec le grade de lieutenant, Pierre Pointin, fusilier à la 4° compagnie du 4e Bataillon du 26e RI meurt à l'hôpital de Valladolid le 29 mars 1810 à l'âge de vingt ans. Il y meurt des suites d'une dysenterie chronique. Auguste Bourgeois, caporal au 48e RI du maréchal Davout meurt le 4 avril 1814 à Hambourg « suite à une fièvre ».
L'occupation, Benjamin Pourcelle

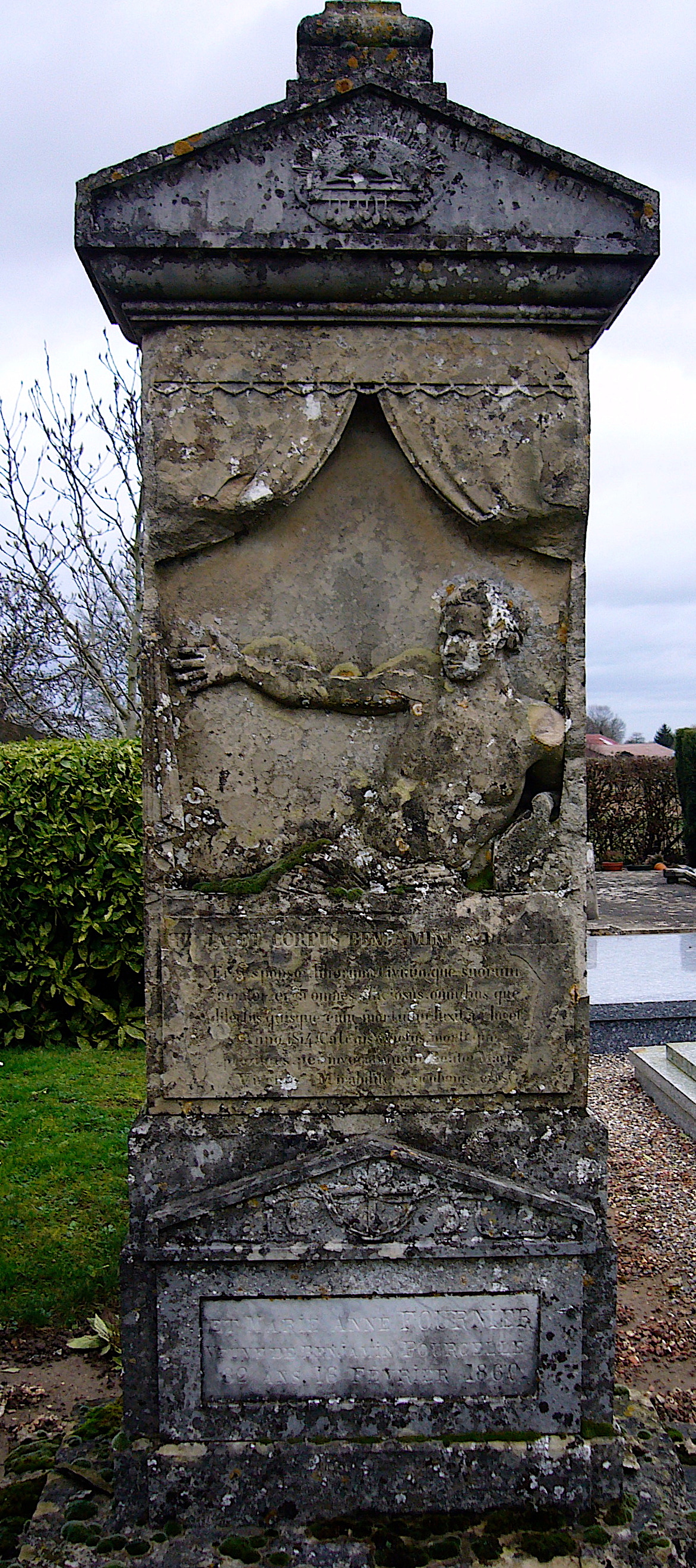
Tombe de Benjamin Pourcelle au cimetière de Coullemelle.

Les armées alliées mettent fin à l'épopée de Napoléon. L'armée russo-prussienne passe par Montdidier se dirigeant vers Paris. Dès le 19 mars 1814, Cosaques et Tartares saccagent le pays. Ils viennent à Quiry-le-Sec dans l'intention de brûler le village qui refuse les réquisitions. Tout le monde s'est enfui. Les vieillards accueillent les soldats, les font boire et manger. Les cosaques chargent leur voiture de foin et se retirent.
L'adjoint du maire de Coullemelle Benjamin Pourcelle envoie un message à Paris pour demander des armes. Son message est intercepté dans la malle poste à Saint-Just. Un détachement de Cosaques arrive à travers champs pour mettre le feu au village. Ils se contentent de piller la maison du maire Nicolas Violette et celle de Pourcelle qu'ils emmènent à Montdidier. Des combats les poussent à quitter la ville. Leur prisonnier profite d'une escarmouche déclenchée par des francs-tireurs à Ételfay pour s'enfuir.
De ces évènements, il reste deux traces incrustées dans la pierre. Dans la cave de la rue du Bois où habitaient les Pourcelle, un linteau calcaire porte encore l'inscription gravée « Les Cosaques sont venus ycy le 23 mars 1814 à 2 heurs après midi ».

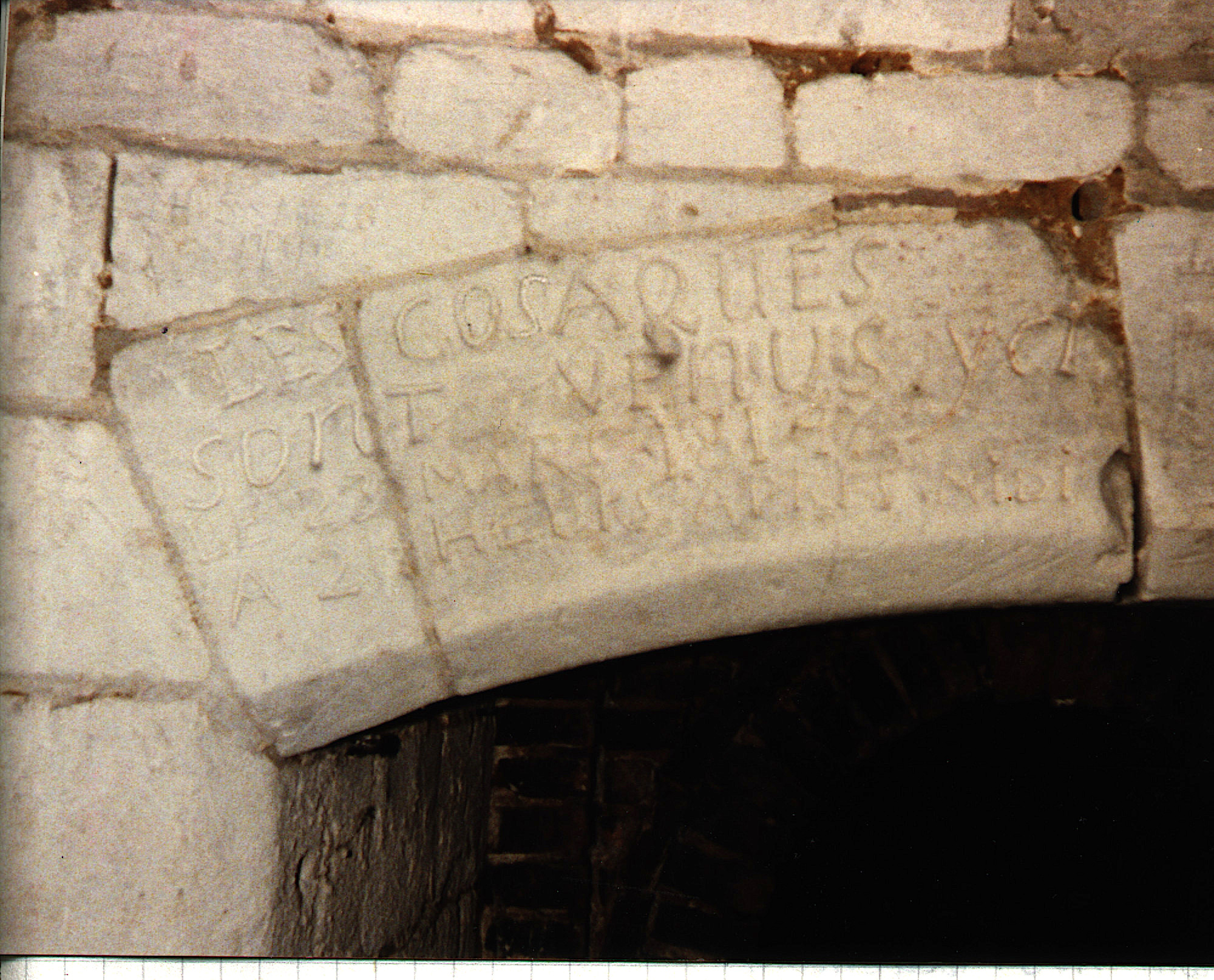
Linteau gravé lors du passage des cosaques à Coullemelle en 1814. Les Cosaques sont venus ycy le 23 mars 1814 à 2 heurs après midi

Dans le cimetière, sur la tombe de Benjamin et Marie Anne Pourcelle un bas-relief représente Benjamin semblant sortir d'un tombeau, torse nu, dressé, libéré et porte une inscription en latin rappelant qu'en « 1814, lié par des chaînes et proche de la mort, par l'invocation de la Bienheureuse Vierge Marie, il s'évada par miracle sain et sauf ».

### XIXesiècle, de 1814 à 1914
La fille de Louis XVI s'égare à Coullemelle
En 1827, Marie-Thérèse de France, duchesse d'Angoulême, dite Madame Royale, venant de Crèvecœur-le-Grand où elle avait rendu visite au duc de la Rochefoucauld, veut se rendre à Montdidier. Le coche de Breteuil se trompe de chemin et la duchesse se retrouve à Coullemelle d'où elle rejoint Montdidier par de petites routes. Deux ans auparavant, elle était déjà venue à Moreuil chez sa dame d'honneur et à Montdidier pour voir Charles fils naturel de son beau-frère le duc de Berry. Le rendez-vous avait été pris sur la place du marché aux chevaux avec les maîtres du collège Saint-Vincent où l'enfant est pensionnaire. On raconte que celui-ci glisse dans la boue et se relève tout crotté. La duchesse est escortée par une grande foule sur la route de Compiègne.
Opposition du maire et du curé lors de l'avènement de Louis-Philippe
En 1830, Charles X abdique après la révolution des Trois Glorieuses et Louis-Philippe devient roi des Français. La province n'accepte pas facilement d'afficher des drapeaux tricolores sur les clochers et de chanter dans les églises des « domine salvum fac regem ‘Philippum' au lieu de ‘Carolum ‘». Le 12 septembre, le curé de Coullemelle, Jean de Saint-Riquier, déclare par écrit « En attendant l'autorisation de Monseigneur, je prie mes paroissiens de ne pas exiger de moi quelque chose qui répugnerait à ma conscience, je promets d'accéder à leurs désirs soit pour le chant du Te Deum soit par la bénédiction du drapeau ».
À la demande du sous-préfet, le maire rédige, le 2 octobre, un rapport sur les désordres survenus dans sa commune : « Les évènements de juillet ont produit dans Coullemelle une impression heureuse de la majorité des habitants […]. Leurs vœux ont été comblés par l'avènement de Louis Philippe et ils ont désiré qu'un drapeau vînt être le témoin de leur enthousiasme par sa présence sur le clocher de l'église. […]. Cependant, M. le curé faisait entendre dans la chaire un langage imprudent et si des désagréments personnels n'ont pas été éprouvés par lui, il le doit au bon esprit de la partie la plus saine des habitants de la commune. Il est d'usage, à Coullemelle, de chanter le Te Deum dans les circonstances heureuses qui peuvent intéresser la commune […] On a pensé qu'il en devait être au moins ainsi lorsqu'il s'agissait de célébrer l'avènement d'un roi qui vient nous affranchir du joug de la tyrannie ; M. le curé a donc été invité à bénir le drapeau et à chanter un te deum. Il y a eu de sa part refus formel. Les habitants de la commune envoyés auprès de M. le curé n'ayant pu rien obtenir de lui ils l'ont invité à leur donner un refus par écrit ; c'est avec peine que cette pièce a été obtenue. […] ». Le maire reste en fonction et le prêtre est rapidement remplacé,.
Un Coullemellois transporté
En 1848, Louis-Maxime Bette né à Coullemelle d'une famille de tisserands, ouvrier monteur en bronze à Paris, est inculpé de l'insurrection ouvrière du 23 juin.
Arrêté le 26 juin, condamné le 25 juillet à la ‘transportation', il est assigné aux pontons de la Guerrière à Brest. Il est gracié en février 1850. 
Guerre franco-allemande de 1870
En novembre 1870, 2 000 Prussiens sont à Rouvroy-les-Merles, 2 000 à Tartigny, 2 000 à Rocquencourt et à Coullemelle avec de l'artillerie, 1 500 hommes et quarante pièces d'artillerie sont à Montdidier. Les combats importants ont lieu entre Dury et Corbie. Certaines villes de Picardie sont occupées jusqu'en juillet 1871. Les villages de la région doivent parfois loger pour un jour ou deux des troupes prussiennes de passage. Un habitant de Coullemelle ayant tiré sur un soldat prussien, le village est menacé d'être rasé mais ne subit qu'un pillage de quelques heures. Des Francs-Tireurs observent les Prussiens sur la ligne Breteuil-Montdidier.
Le bataillon de mobiles de Montdidier commandé par le maire de Coullemelle Charles Tardieu de Saint Aubanet défend Paris assiégé. Il se distingue en janvier 1871 dans l'affaire du Moulin-de-Pierre près d'Issy-les-Moulineaux.
Remous politiques sous la Troisième République
Après la défaite de Sedan, le 4 septembre 1870, Napoléon III est destitué et la République est proclamée. Dans toute la France s'affrontent orléanistes, bonapartistes et républicains. Le maire, Charles de Saint-Aubanet, est bonapartiste. Cela lui vaudra d'être révoqué en 1874. Il fait alors du renseignement en Angleterre et en Italie pour Clemenceau et Maurice Paléologue.
La municipalité s'agite. A plusieurs reprises, 1871, 1882,1883, des démissions et des conflits, dont les archives gardent trace, interviennent au sein du conseil municipal.
Querelle des inventaires en 1906
Le 3 mars 1906, le percepteur de Coullemelle se présente à 8 h du matin à l'église, afin d'y procéder par ordre supérieur, à l'inventaire du mobilier qui s'y trouve. Le curé Mollet, en son nom et au nom de membres de la fabrique, lit alors une protestation dont voici quelques extraits : « ... Vous-vous présentez au nom de la loi, Monsieur, eh bien cette loi nous ne la reconnaissons pas ; d'abord parce qu'elle est une intrusion sacrilège et une ingérence profane dans des lieux sacrés, ensuite parce qu'elle vient d'être condamnée solennellement à la face du monde entier par la plus haute autorité qui soit ici-bas, le Pape Pie X […] Il va sans dire que nous assistons à cette triste besogne en spectateurs muets et attristés et non comme témoins légaux. Aucun des membres présents ne veut signer votre procès-verbal[réf. nécessaire] ».
En décembre, le maire Du Bos est suspendu pour avoir replacé dans l'école le crucifix.
Évolution de la population et des métiers
Les 40 métiers à tisser de 1836 ne sont plus que 17 en 1851 et 4 en 1871. Il n'en reste aucun en 1881. Le chanvre de la région était réputé ; Rocquencourt conserve aujourd'hui un lieudit ‘el chanvrière'. Le déclin des métiers à tisser et de la production de waide entraine une chute de la population qui avait atteint 540 habitants en 1830-40. L'épidémie de choléra de 1854 triple le nombre des décès. La variole le double en 1869-1870. Des artisans et commerçants disparaissent à cause de l'industrialisation. Cependant, au début du 20e siècle, il en reste une trentaine dans une vingtaine de métiers différents sans compter une fabrique de briques et une entreprise de battage.
Château, école, église
Le château et 120 hectares de terres labourables et de bois sont mis en adjudication en 1872. En 1900, le nouveau châtelain et maire Édouard du Bos et sa famille sont servis par une douzaine de domestiques dont plusieurs sont originaires du Pas-de-Calais. Le cocher vient de l'Oise, la gouvernante de Valencienne, une femme de chambre d'Angleterre, un valet de chambre des Côtes-du-Nord, une bonne de Bavière et un précepteur de la Haute-Saône[réf. nécessaire].
La ‘maison d'école' construite en 1857 près du presbytère comprend un ensemble scolaire et un logement pour l'instituteur. En 1872, l'abbé Benjamin Bourgeois, né à Coullemelle et curé d'Esclainvillers, fait "donation d'une maison pour servir de salle d'asile et d'une rente pour le traitement d'une institutrice". L'église doit être réparée notamment en 1832 et à la suite de la forte tempête du 6 octobre 1891 qui endommage lourdement les toitures de l'église et du presbytère[réf. nécessaire].

### Première Guerre mondiale[69]

#### Effets de la guerre sur le village
Le village est détruit pendant la Première Guerre mondiale,,,.
La commune a été décorée de la Croix de guerre 1914-1918 le 3 novembre 1920.
Quatorze soldats, Coullemellois par naissance ou par résidence, sont morts au champ d'honneur (A. Courtois ; J. Darras ; G. Degouy ; Ch., G. et L. Dubois ; E. et Z. Ducoin ; L. Dupont ; F. Grossemy ; P. Gruyère ; F. Lemaître ; L. Pauchet ; L. Sacquépée).
Les troupes allemandes de la 1re Armée von Kluck arrivent en Picardie fin août 1914 et repoussent les français depuis l'Avre jusqu'au N.O. du département de l'Oise. Le 5e RAC et la brigade indigène du général Ditte traversent Coullemelle. Ils ont besoin d'aide pour transporter de lourds équipements et reéuisitionnent un attelage dans une ferme pour un parcours d'environ 5 km jusqu'à Mesnil-Saint-Firmin. Le charretier ne reviendra que 12 jours plus tard ayant été entraîné fort loin par les français en déroute puis par les allemands. L'ennemi ne reste que quelques jours dans la région. Le front se fixe plus à l'est et les soldats français venant du front ne cantonnent à Coullemelle que pour de courts repos agrémentés de remises de décorations, de musique, de manœuvres et d'instructions au cours desquelles sont tués par accident en 1916 un soldat du 121e RI et un lieutenant du 38e RI. Parmi les très nombreuses unités, sont de passage jusqu'en1917, les troupes du 11th Hussars britannique du Prince Albert.

#### L'année 1918
Le printemps 1918 fut très destructeur pour le village, situé juste derrière Grivesnes où s'arrêta l'ultime avance allemande le 31 mars et Cantigny où s'illustra la 1re Armée Américaine le 28 mai. Le village et son bois subirent de nombreux bombardements par obus explosifs et à gaz qui les ravagèrent en grande partie. Parmi les soldats morts à Coullemelle, 75 français de toutes armes issus de toutes les provinces ont pu être répertoriés. Il en est de même pour 40 américains dont une trentaine de soldats du 16th Infantry Regiment.
Ont défendu le village, parmi beaucoup d'autres notabilités, Jules Moch officier du génie (futur ministre, Croix de guerre), le Dr Alexandre Roudinesco (médecin-pédiatre et bibliophile renommé, d'origine roumaine, mari de la neuro-pédiatre Jenny Aubry et père  de l'Historienne et psychanalyste Elisabeth Roudinesco) gazé dans le bois, Henri d'Astier de la Vigerie (futur Compagnon de la Libération), François de la Roque (des Croix de Feu, futur résistant, commandeur de la Légion d'Honneur), Marcel-Edmond Naegelen (dirigeant politique, Croix de guerre, Légion d'Honneur), l'as des as de l'aviation René Fonck (dirigeant politique, Croix de guerre, Légion d'Honneur) et Jean Hugo (Croix de guerre, Légion d'Honneur), arrière-petit-fils de Victor Hugo, interprète des Américains, peintre et décorateur, qui a donné une esquisse finement dessinée des ruines de Cantigny et a laissé un ensemble de documents sur "Coullemelle, Cantigny, Grivesnes",.
Parmi les Américains de la 1re division d'infanterie, le colonel d'artillerie Robert R. McCormick magnat des journaux de Chicago ; le général George Marshall, futur prix Nobel et qui donna son nom au plan d'aide à l'Europe de 1947 ; Theodore Roosevelt Jr dont la 26th Infantry était à Coullemelle le 28 mai 1918.

### Entre-deux-guerres

#### L' obsession de l'espionnage
Elle est partout présente depuis les années de guerre. Coullemelle participe à l'affaire largement médiatisée de la société laitière Maggi dirigée par des Allemands et des Suisses. Le journal de l'Action Française annonce qu'à Coullemelle : « au dos d'une plaque Maggi apposée chez les fermiers du maire on a pu lire cette inscription E.B. burgen » que certains traduisent par Edouard du Bos maire. Des faits similaires sont relevés à Maubeuge et à Saint-Aubin. L'affaire se politise lorsque la société Maggi prend pour avocats Clemenceau et Millerand, actuel ministre de la guerre.

#### Le temps de la reconstruction

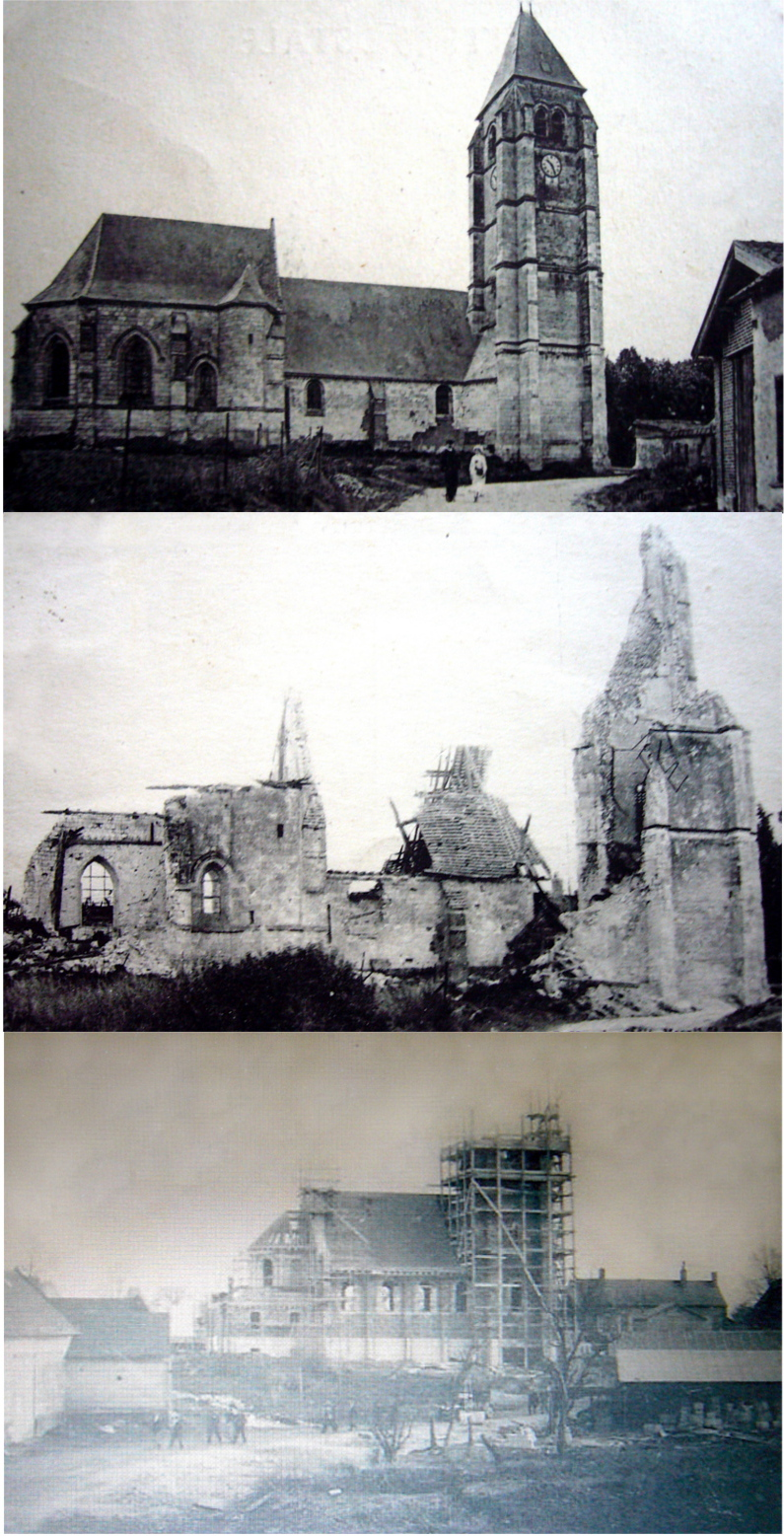
L'église de Coullemelle, avant la première guerre (haut), en ruine à la suite de la guerre (milieu), en reconstruction (bas).

La commune est sinistrée à 80%. Elle est citée à l'ordre de l'armée et reçoit la croix de guerre. Le village retrouve sa population d'environ 360 personnes. Une entreprise du bâtiment venue d'Orléans s'installe et emploie en majorité des ouvriers qui ne sont pas du pays. Les bâtiments officiels dont l'école, la mairie, le logement de l'instituteur, le dépôt de la pompe à incendie sont reconstruits en briques rouges tout comme les fermes et les maisons particulières, dans une certaine harmonie. Les restes de l'église sont dynamités. Elle est complètement reconstruite. L'intérieur en style religieux de l'entre 2 guerres est l'œuvre remarquable des architectes Ansart. L'évêque d'Amiens Mgr. Lecomte la bénit le 29 septembre 1929. Les cinq mares sont nettoyées par des prisonniers allemands avec l'aide des habitants. Les puits réutilisables sont remis en état par le Service du Blocus. Une scierie mécanique et ses ouvriers s'installent dans des baraquements. Des arbres du Bois et des vergers criblés d'éclats d'obus, elle ne récupère que les gros troncs, le reste étant impropres au sciage.

#### La vie reprend
La moisson est assurée avec l'aide de soldats français des classes 1908-09 envoyés en ‘détachement agricole'. Avec le retour de la paix, de nombreuses fêtes s'organisent : cavalcades qui pouvaient réunir 80 figurants dont 40 cavaliers et qui défilaient dans les villages environnants, spectacles et remises des prix de l'école avec opérettes, pièces de théâtre, monologues, poèmes, concert et ballet, chants. De nombreuses associations se créent : longue paume, tirs au fusil et à la carabine, amicale des anciens élèves, colombophilie, anciens combattants, école de musique, société de chasse, subdivision des pompiers. Le Syndicat Electricité de la région de Coullemelle (26 communes) termine les travaux d'électrification en 1930. Un château d'eau est construit en 1931.

### Seconde Guerre mondiale

#### L'évacuation
Le 11 mai 1940, veille de la Pentecôte, 900 Ardennais partant pour la Vendée arrivent en autocars, Ardennais qu'il faut loger et nourrir. La soupe est faite dans des chaudrons à lessive. Ils sont nombreux à rester quelque temps avant de rentrer chez eux. Le 18 mai 1940, le sous-préfet envoie à R. Lessent, comme à tous les maires de l'arrondissement, le télégramme « Du calme du sang froid il n'y a pas de repliement ni de dispersion méfiez vous des bruits (sic) descente parachutistes et attendez mes instructions ». Le surlendemain, Amiens est occupé par l'ennemi. Le 4 juin, les bombardements détruisent le tiers des maisons de Montdidier. Les habitants fuient vers le sud-ouest. Certains iront au-delà de la Seine et de la Loire. D'autres ne se déplaceront que d'une trentaine de kilomètres, rattrapés par les allemands.

#### Faits de guerre
De violents combats ont lieu au sud d'Amiens (18 mai-8 juin). Fin mai, le 15e bataillon de chars de combat (BCC) du Colonel Bourgin installe son PC à Coullemelle. Des troupes françaises venant d'Ailly-sur-Noye se portent vers Mesnil-St-Firmin en passant par Coullemelle. La 7e batterie du 2d Groupe du 12eRAC, 4eDI y reçoit quelques obus. Un train des équipages est perdu. Les français réquisitionnent chevaux et chariots pour aider au transport du matériel. Le 78eRI de la 4eDIC se replient vers Coullemelle. Du clocher, un fusil mitrailleur tue les chevaux abandonnés par les artilleurs. Plusieurs soldats français sont tués sur notre territoire.
Le 8 juin, une section de chars du 28eBCC est portée sur Saint-Just pour dégager l'infanterie. Le 9, le char Kellerman est envoyé vers Montdidier pour aider le 12eBCC à débloquer une division nord africaine. Un obus allemand détruit le char faisant cinq victimes dont son chef le lieutenant Etienne Masson, de Coullemelle.
Les autres morts pour la France inscrits au monument aux morts de Coullemelle sont Etienne Sellier de la Garde Républicaine, tué le 20 mai 1940 à Saint-Riquier (80) ; Michel Sellier du 29eRALD, mort le 12 août 1942 de maladie au stalag de Sagan en Silésie (immortalisé par le film la Grande Evasion de John Sturges) ; Charles Duflot du 51eRI, le 24 mars 1945 à Dantzig Stettin.

#### La libération
Le 31 août 1944, Coullemelle est libéré sans résistance le même jour que Villers, Cantigny, Grivesnes, Malpart par les troupes anglo-américaines (chars du XIXe Corps, US 2d Armored Division) qui venaient d'Ansauvillers, Mesnil Saint-Firmin, Sérévillers. Les prisonniers des Allemands ne rentreront que beaucoup plus tard. Edmond Geffroy, né à Coullemelle le 4 novembre 1885, embarqué à Compiègne le 17 août 1944 pour Buchenwald par le dernier convoi allemand, est libéré le 8 mai 1945 du camp satellite d'Annaberg.

## Politique et administration

### Rattachements administratifs et électoraux
La commune se trouve dans l'arrondissement de Montdidier du département de la Somme. Pour l'élection des députés, elle fait partie depuis 2012 de la quatrième circonscription de la Somme.
Elle fait partie depuis 1801 du canton d'Ailly-sur-Noye, qui a été modifié et agrandi dans le cadre du redécoupage cantonal de 2014 en France.

### Intercommunalité
La commune était membre de la communauté de communes du Val de Noye, créée par un arrêté préfectoral du 11 mai 2001, et qui succèdait, conformément aux dispositions de la Loi Chevènement, au District du Val de Noye, créé en 1994.
Dans le cadre des dispositions de la loi portant nouvelle organisation territoriale de la République du 7 août 2015, qui prévoit que les établissements publics de coopération intercommunale (EPCI) à fiscalité propre doivent avoir un minimum de 15 000 habitants, la préfète de la Somme propose en octobre 2015 un projet de nouveau schéma départemental de coopération intercommunale (SDCI) prévoyant la réduction de 28 à 16 du nombre des intercommunalités à fiscalité propre du département.
Après des hypothèses de regroupement des communautés de communes du Grand Roye (CCGR), du canton de Montdidier (CCCM), du Santerre et d'Avre, Luce et Moreuil, la préfète dévoile en octobre 2015 son projet qui prévoit la « des communautés de communes d'Avre Luce Moreuil et du Val de Noye », le nouvel ensemble de 22 440 habitants regroupant 49 communes,. À la suite de l'avis favorable des intercommunalités et de la commission départementale de coopération intercommunale en janvier 2016 puis des conseils municipaux et communautaires concernés, la fusion est établie par un arrêté préfectoral du 22 décembre 2016, qui prend effet le 1er janvier 2017.
La commune est donc désormais membre de la communauté de communes Avre Luce Noye (CCALN).

### Politique locale
À la suite de la démission d'une majorité des conseillers municipaux, souvent élus de longue date, des élections municipales complémentaires sont organisées en novembre 2015,.

### Liste des maires
| Période                                  | Période | Identité                          | Étiquette | Qualité             |
| ---------------------------------------- | ------- | --------------------------------- | --------- | ------------------- |
| Les données manquantes sont à compléter. |         |                                   |           |                     |
| 1170                                     | 1174    | Renaud (Reinardius de Columellis) |           |                     |
| 1174                                     | 1185    | Osmond (Osmundus de Sains)        |           |                     |
| 1200                                     |         | Jean (Johannes)                   |           | fils cadet d'Osmond |
| 1209                                     | 1224    | Raoul (Radulfus)                  |           |                     |

| Période                                  | Période                      | Identité                         | Étiquette    | Qualité                                    |
| ---------------------------------------- | ---------------------------- | -------------------------------- | ------------ | ------------------------------------------ |
| Les données manquantes sont à compléter. |                              |                                  |              |                                            |
| 1790                                     | 1792                         | François Lepage                  |              | syndic, tisserand                          |
| 1792                                     | 1800                         | Pierre Martin Delaruelle         |              | ménager                                    |
| Les données manquantes sont à compléter. |                              |                                  |              |                                            |
| 1809                                     | 1823                         | Nicolas Violette                 |              | cultivateur                                |
| 1823                                     | 1836                         | Jean Baptiste L'Enfant           |              | cultivateur                                |
| 1836                                     | 1846                         | Casimir L'Enfant                 |              |                                            |
| 1846                                     | 1853                         | Casimir Budin                    |              |                                            |
| 1853                                     | 1857                         | Nicolas Portemer                 |              | par intérim                                |
| 1857                                     | 1864                         | Roch Pascal                      |              |                                            |
| 1864                                     | 1870                         | Charles Tardieu de Saint Aubanet | Bonapartiste | Baron Officier de marine puis espion       |
| 1870                                     | 1871                         | Louis Buret                      |              | cultivateur                                |
| 1871                                     | 1874                         | Charles Tardieu de Saint Aubanet | Bonapartiste | Baron Officier de marine puis espion       |
| 1874                                     | 1876                         | Joseph Lefranc                   |              | en lieu de S.Aubanet suspendu, cultivateur |
| 1876                                     | 1884                         | Louis Buret                      |              | cultivateur                                |
| 1884                                     | 1892                         | Desiré Morel                     |              | horloger                                   |
| 1892                                     | 1906                         | Arthur Darras                    |              | cabaretier                                 |
| 1906                                     | 1919                         | Edouard Du Bos                   |              | chatelain                                  |
| 1919                                     | 1931                         | Alfred Geffroy                   |              | cultivateur                                |
| 1931                                     | 1937                         | Paul Lessent                     |              | cultivateur                                |
| 1937                                     | 1945                         | Roger Lessent                    |              |                                            |
| 1945                                     | 1965                         | André Legland                    |              |                                            |
| 1965                                     | 1995                         | Jacques Hébert                   |              |                                            |
| juin 1995                                | 2014                         | Nicolas Lavoine                  |              |                                            |
| 2014                                     | mai 2020                     | Nicolas Hébert                   |              | Exploitant agricole                        |
| 2020                                     | En cours (au 8 octobre 2020) | Marie Bernadette Goes            |              |                                            |

## Population et société

### Démographie
L'évolution du nombre d'habitants est connue à travers les recensements de la population effectués dans la commune depuis 1793. Pour les communes de moins de 10 000 habitants, une enquête de recensement portant sur toute la population est réalisée tous les cinq ans, les populations de référence des années intermédiaires étant quant à elles estimées par interpolation ou extrapolation. Pour la commune, le premier recensement exhaustif entrant dans le cadre du nouveau dispositif a été réalisé en 2004.

En 2022, la commune comptait 309 habitants, en évolution de −8,85 % par rapport à 2016 (Somme : −1,26 %, France hors Mayotte : +2,11 %).
| 1793 | 1800 | 1806 | 1821 | 1831 | 1836 | 1841 | 1846 | 1851 |
| ---- | ---- | ---- | ---- | ---- | ---- | ---- | ---- | ---- |
| 512  | 495  | 526  | 505  | 542  | 541  | 534  | 500  | 503  |

| 1856 | 1861 | 1866 | 1872 | 1876 | 1881 | 1886 | 1891 | 1896 |
| ---- | ---- | ---- | ---- | ---- | ---- | ---- | ---- | ---- |
| 484  | 509  | 485  | 458  | 399  | 371  | 376  | 369  | 359  |

| 1901 | 1906 | 1911 | 1921 | 1926 | 1931 | 1936 | 1946 | 1954 |
| ---- | ---- | ---- | ---- | ---- | ---- | ---- | ---- | ---- |
| 360  | 385  | 364  | 372  | 320  | 296  | 302  | 336  | 325  |

| 1962 | 1968 | 1975 | 1982 | 1990 | 1999 | 2004 | 2006 | 2009 |
| ---- | ---- | ---- | ---- | ---- | ---- | ---- | ---- | ---- |
| 291  | 270  | 213  | 215  | 230  | 236  | 242  | 236  | 316  |

| 2014 | 2019 | 2022 | - | - | - | - | - | - |
| ---- | ---- | ---- | - | - | - | - | - | - |
| 339  | 320  | 309  | - | - | - | - | - | - |

### Enseignement
En 2011, la commune fait partie d'un regroupement pédagogique intercommunal réunissant neuf communes. Les collégiens se rendent à Ailly-sur-Noye, Montdidier et Moreuil et les lycéens vont à Montdidier ou Amiens.
La scolarité primaire est assurée dans le cadre du regroupement pédagogique intercommunal (RPI ) de Quiry-le-Sec, Folleville, Chirmont, Sourdon, Esclainvillers, Villers-Tournelle, Coullemelle, Malpart, et Grivesnes.
En 2024, seules les communes de Coulemelle, Grivesnes, Quiry-le-Sec et Sourdon possèdent une école. Le RPI accueille 120 élèves ; la cantine est rénovée dans la salle des fêtes de Coullemelle.
La communauté de communes gère la compétence pour les transports scolaires.

## Culture locale et patrimoine

### Lieux et monuments

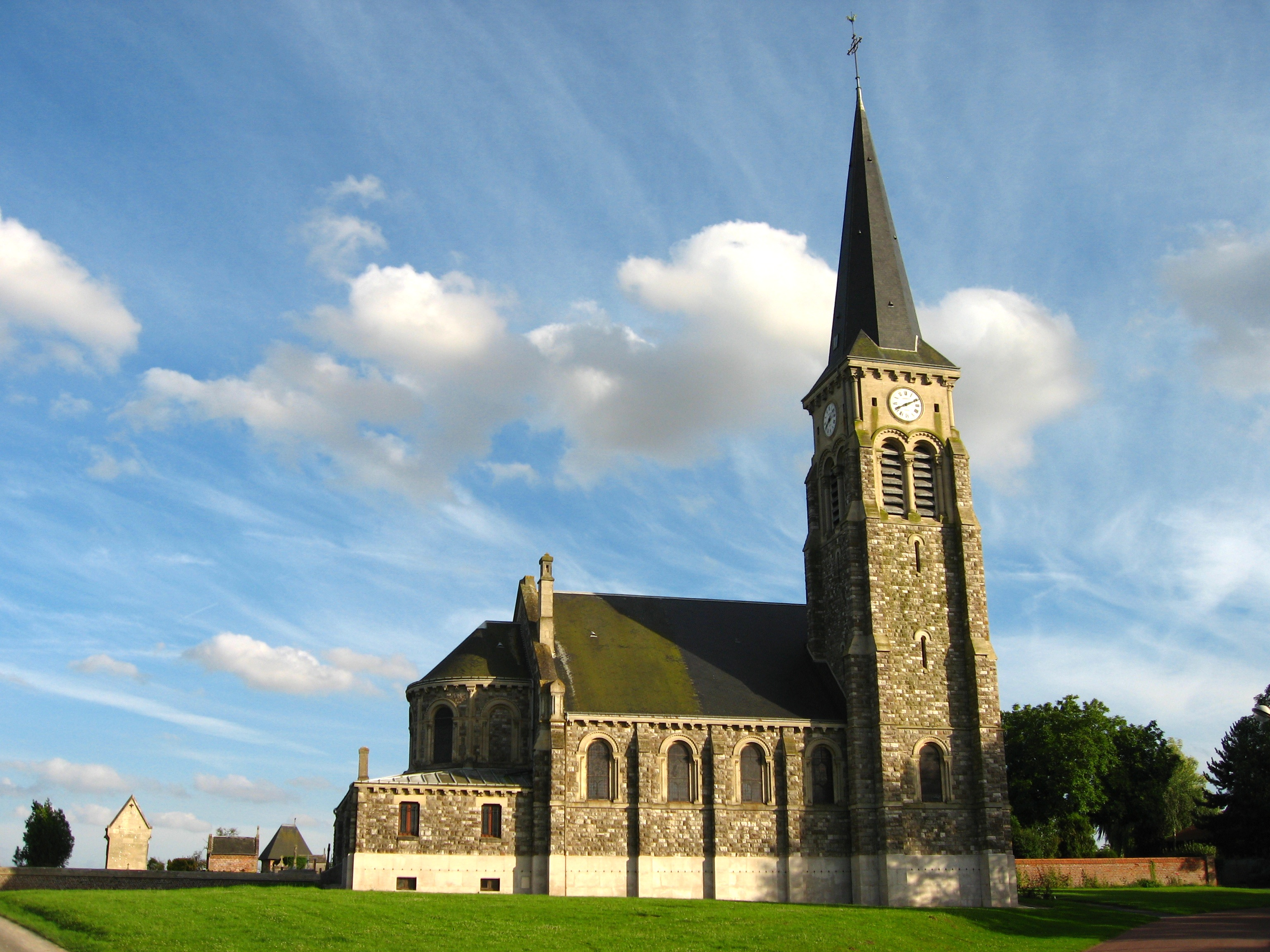
Église Saint-Nicolas.

#### L'église Saint-Nicolas
Le principal monument du village est l'église Saint-Nicolas. Elle a été réédifiée de 1924 à 1927 par les architectes Théodule Morel et Robert Petit, bâtie en moellons du Boulonnais sur les ruines de l'ancienne église détruite en 1918 par l'artillerie allemande, et comprend un décor sculpté néo-roman en pierre de la vallée de l'Oise. Le gros œuvre a été consacré par Mgr Lecomte en 1927. À l'extérieur, on peut détailler les très nombreux modillons et admirer le remarquable tympan du portail ouest.
L'aménagement intérieur est l'œuvre des architectes-décorateurs Pierre Ansart et son fils Gérard, la décoration étant confiée en 1925 au Groupement de Notre-Dame-des-Arts, groupement d'art liturgique établi à Amiens et dirigé par Gérard Ansart. Il comprend notamment un chemin de croix en mosaïque et frise traitée en sgraffitte avec incrustations de mosaïque exécutées par Jean Gaudin sur des dessins de Gérard Ansart, des vitraux par le Révérend Père Bernadin Fernique et Gérard Ansart, exécutés par Pierre Turpin ainsi que des sculptures de Georges Legrand, Marceau Darras, Anne-Marie Roux-Colas et Roger de Villiers.

#### Les monuments aux morts
Le monument, dû à l'architecte Allard, est situé sur la place Centrale, face à l'école et à la mairie. Il porte une grande croix de Lorraine et, en faible relief, deux têtes de soldats casqués symbolisant les deux guerres mondiales. À gauche (première guerre), la tête, entourée des noms des batailles de Verdun et de la Somme, porte un casque Adrian. La tête de droite (seconde guerre) porte un casque d'équipage d'automitrailleuse. Elle est entourée des noms des batailles de Caen et Paris. Les têtes sont surmontées de palmes symbolisant le sacrifice. Le monument a été inauguré en 1946. Au pied, sur une plaque, sont gravés les noms de quinze morts pour la France, onze pendant la grande guerre et quatre pour la seconde guerre. S'y ajoutent les noms de trois victimes civiles.
Un autre monument commémoratif de la guerre de 1914-1918 se trouve au centre du cimetière depuis 1925. Le socle hexagonal du calvaire porte les noms de dix morts pour la France. L'une des faces rend hommage « aux Soldats américains et français tués dans la défense de Coullemelle en 1918 ».

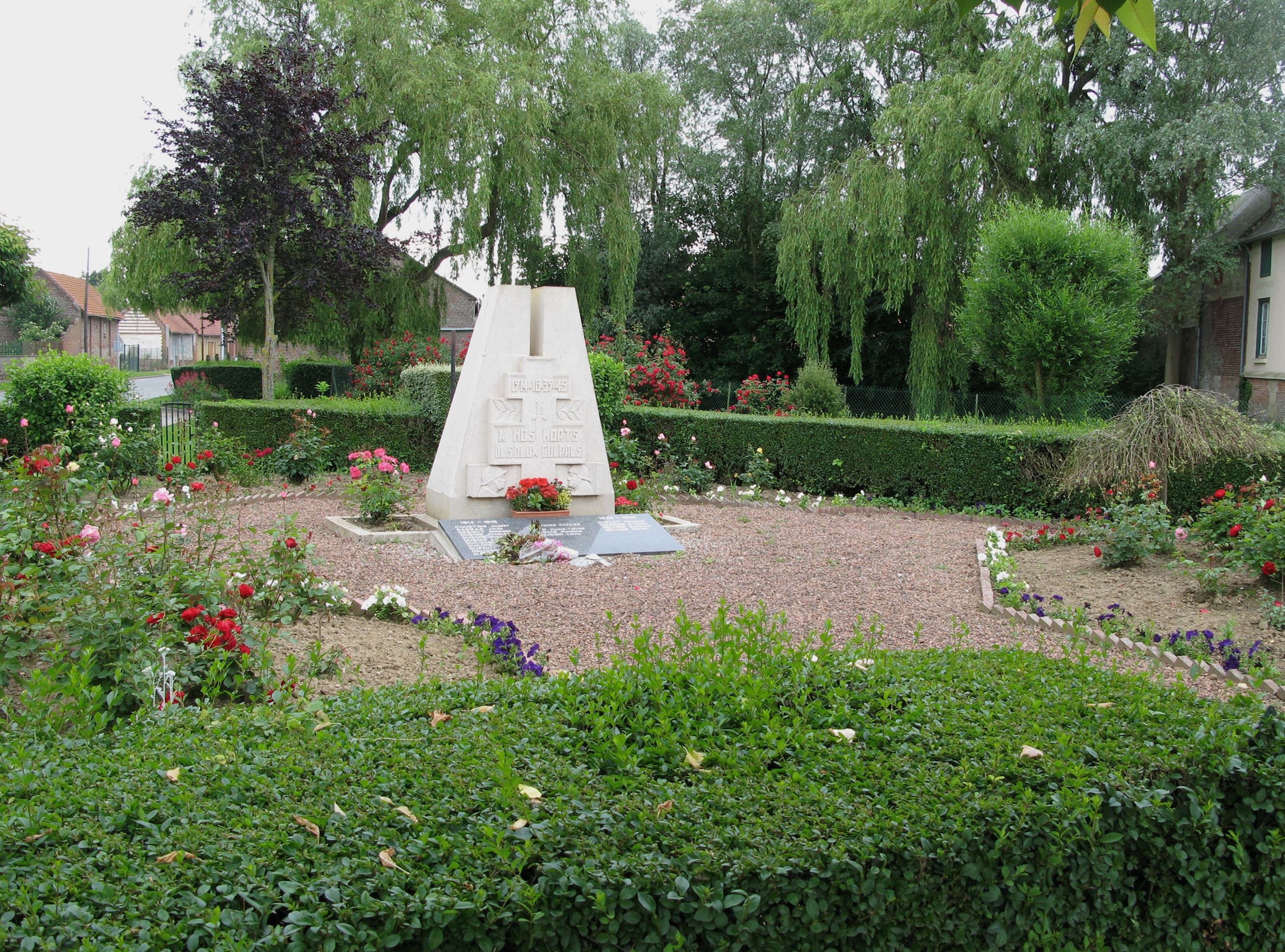
Le monument aux morts.
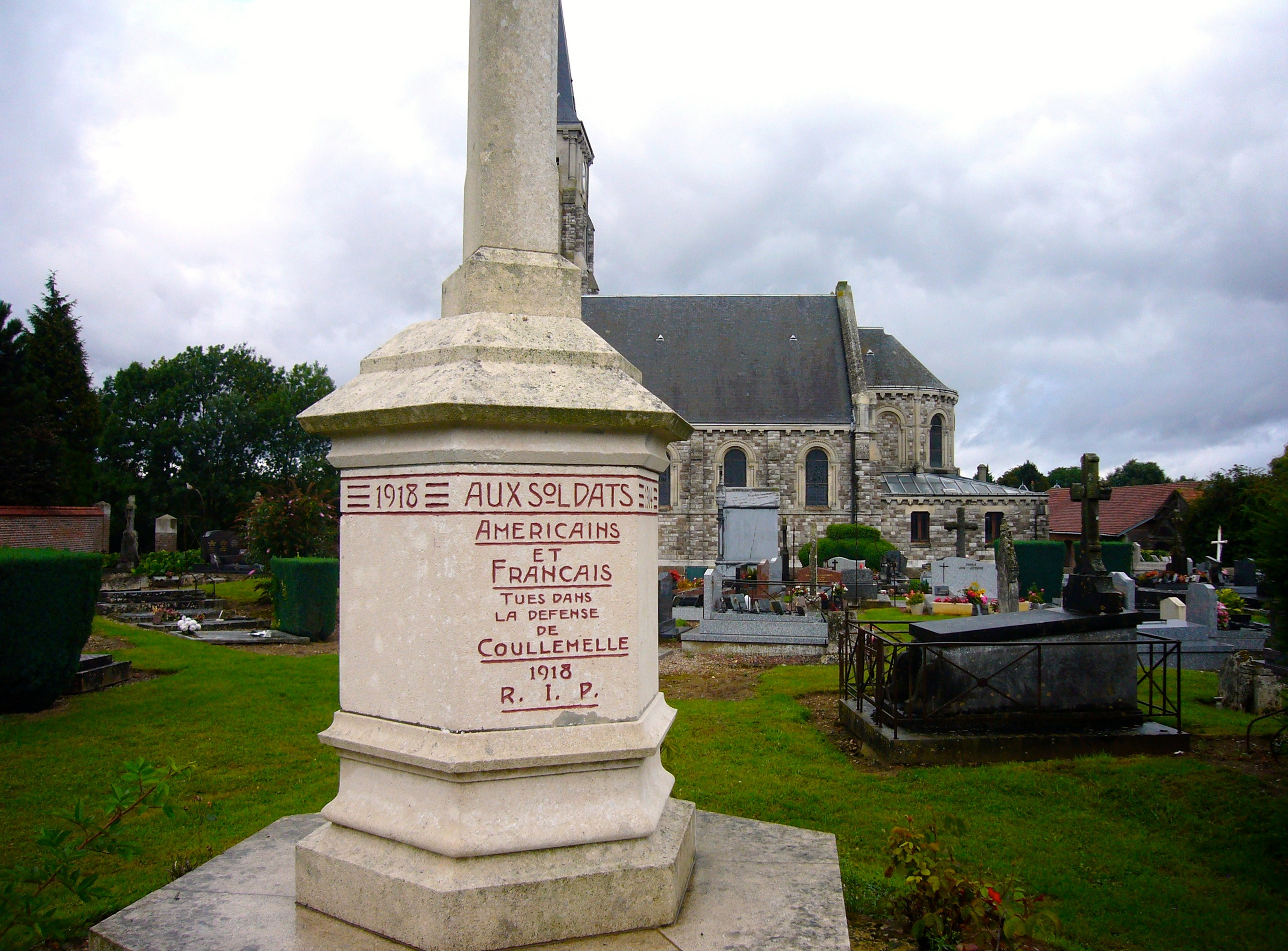
Monument commémoratif de la Première Guerre mondiale.

#### L'oratoire dédié à la Vierge
Ce sanctuaire, à l'origine une chapelle, a été béni le 30 juillet 1871, à la suite d'une guérison. Détruit en 1918, un oratoire l'a remplacé.

### Personnalités liées à la commune
- Don Étienne Carneau[101],[102],[103] (1610 - 1671), écrivain. Célestin, prédicateur, traducteur sachant l'hébreu, le grec, l'italien, l'espagnol, le latin et surtout écrivain. Né à Chartres en 1606, il s'engage dans les ordres en 1630 et devient curé de Coullemelle en 1635. Auteur célèbre en son temps[104], il publie poèmes, élégies, chansons politiques, stances, cantiques, etc. Son œuvre principale est probablement La stimmimachie[105] (1656), un long poème historicomique dédié à Mazarin[106]. Il possédait la cure de Coullemelle quand il écrivit en 1639 une ode adressée à Mgr Faure, évêque d'Amiens sur son premier synode général[107]. Il mourut à Paris en 1671.
- Grégoire Raisin (-1723)[108], courier du cabinet du Roi, est attaché à Colbert de Torcy, Secrétaire d'Etat aux Affaires Etrangères de Louis XIV, à partir de 1669 et officiellement de 1696 à 1715. Il est, en particulier, courier extraordinaire entre Paris et Rome pour le cardinal de Bouillon. Bossuet utilise ses services[109].
- Le lieutenant Cocu (1773 - 1845), soldat ayant servi durant toutes les campagnes de la Révolution et les campagnes napoléoniennes. Soldat "de la République et de l'Empire", il a participé aux combats du 103e régiment d'infanterie pendant toute la durée de la Révolution et jusqu'en 1814. Il a 20 ans en 1793, date à laquelle le service militaire est devenu obligatoire pour une durée de cinq ans pour les célibataires de son âge. Pour lui, la vie militaire durera 20 ans. Il entre au 103e, né de la dislocation du régiment des Gardes Français qui pendant des siècles avait été affecté à la protection du roi (l'illustre d'Artagnan y avait servi). Il participera aux campagnes d'Allemagne, d'Espagne, de France, du Hainaut, de Pologne, du Portugal, de Prusse et de Suisse. Il combattra donc, entre autres, aux batailles d'Austerlitz, d'Iéna et de Leipzig. De retour à Coullemelle, Charles Cocu est inscrit au rôle des contributions des années 1819-1821 en tant qu'instituteur et qu'arpenteur. En 1821 il est "marguillier de la fabrique paroissiale" (membre du conseil chargé de l'administration de la paroisse). Nommé trésorier, il démissionne en 1826, se jugeant incompétent[réf. nécessaire]. Au cimetière, son monument, en forme de pyramide tronquée, sculptée de drapeaux, repose sur une base cubique entourée de quatre balustres aujourd'hui proche de la ruine. La liste de ses campagnes militaires y est gravée.
- Le baron Gabriel Tardieu de Saint Aubanet (1781-1864). Officier napoléonien, commandeur de la Légion d'Honneur. Il fait partie de la première promotion des vélites grenadiers de la Garde. Il prend part aux combats de Russie, Austerlitz,  Friedland, Lutzen, Leipzig et Bar-sur-Aube.Titré baron par Louis XVIII en 1822, il participe à l'expédition d'Espagne. Nommé général de brigade en 1832. Il prend sa retraite à Amiens en 1864[réf. nécessaire]. Il est enterré avec sa femme Julie de Parenty dans le cimetière de Coullemelle.
- Jean-François Dubois[110],[111],[112] (1821 - 1901), éducateur, administrateur, écrivain, fondateur de la Quebec Commercial Academy. Né dans une famille de tisserands coullemellois, dénommé frère Aphraates, ce père des Écoles Chrétiennes fut envoyé en Amérique du Nord en 1843. Il dirige le Calvert Hall et fonde vers 1857 le Rock Hill College dans l'état du Maryland puis dirige une communauté et fonde la Quebec Commercial Academy (renommée depuis Académie Commerciale de Québec) en 1862[113]. L'institution devient le Cégep de Sainte-Foy en 1967 et regroupe aujourd'hui 8000 étudiants ce qui en fait le collège d'enseignement général et professionnel le plus fréquenté de la région de Québec. Jean-François Dubois publie de nombreux manuels scolaires en français et en anglais[114]. Il occupe ensuite de semblables fonctions en Angleterre, en Irlande, à New-York et finalement en France comme secrétaire de la Maison Généralice à Paris.
- Baron Charles Tardieu de Saint Aubanet (1827-1902), maire de Coullemelle (1860-1876) officier de Marine puis espion. Personnage le plus romanesque de la commune. Ancien officier de marine, il avait côtoyé chez le commandant Rivière, des écrivains tels que Alexandre Dumas. Ses campagnes militaires qui l'avaient, entre autres, mené au Moyen-Orient, où son bateau avait fait naufrage, et au Maroc, lui valurent l'admission dans l'ordre national de la Légion d'honneur[115]. Il démissionne de l'armée en 1864 et devient une sorte de hobereau de campagne se partageant entre son hôtel d'Amiens et le château de Coullemelle, d'abord propriété des de la Roque dont il était le gendre. Il est maire de Coullemelle jusqu'à ce qu'arrive la République qui le démissionne pour avoir célébré en Angleterre la majorité du fils de Napoléon III[116]. Entre-temps, il a été nommé en 1869 chef de bataillon dans la Garde nationale mobile[117] (bataillon de Montdidier qui participa à la défense de Paris). On le retrouve ensuite dans les ministères pour de mystérieuses missions. Il fera du renseignement en Angleterre et en Italie[118] et sera un élément de discorde entre Georges Clemenceau et Joseph Caillaux[119] en particulier pour son rôle à l'ambassade anglaise[120],[121]. Il a publié Quelques réflexions sur le livre de l'Armée Française[122] (du général Niel) en 1867.

### Héraldique
| Blason de Coullemelle | Blason  | D'or à la crosse contournée d'azur à dextre sommée d'un corbeau contourné de sable et au pin de sinople à senestre, fruité du champ et sommé d'une grive chantante de sable ; le tout accompagné en pointe d'un écusson de gueules chargé d'une croix dentelée d'argent.                            |
| Blason de Coullemelle | Détails | La crosse et le corbeau sont empruntés aux armes de l'abbaye de Corbie. Le pin et la grive aux armes de la famille de Pingré, derniers seigneurs de la commune. Et l'écu aux armes de la famille d'Estourmel, seigneur de Coullemelle à partir de 1603. Création de Jacques Dulphy adoptée en 2012. |